# Pfarreien des Bistums Rom

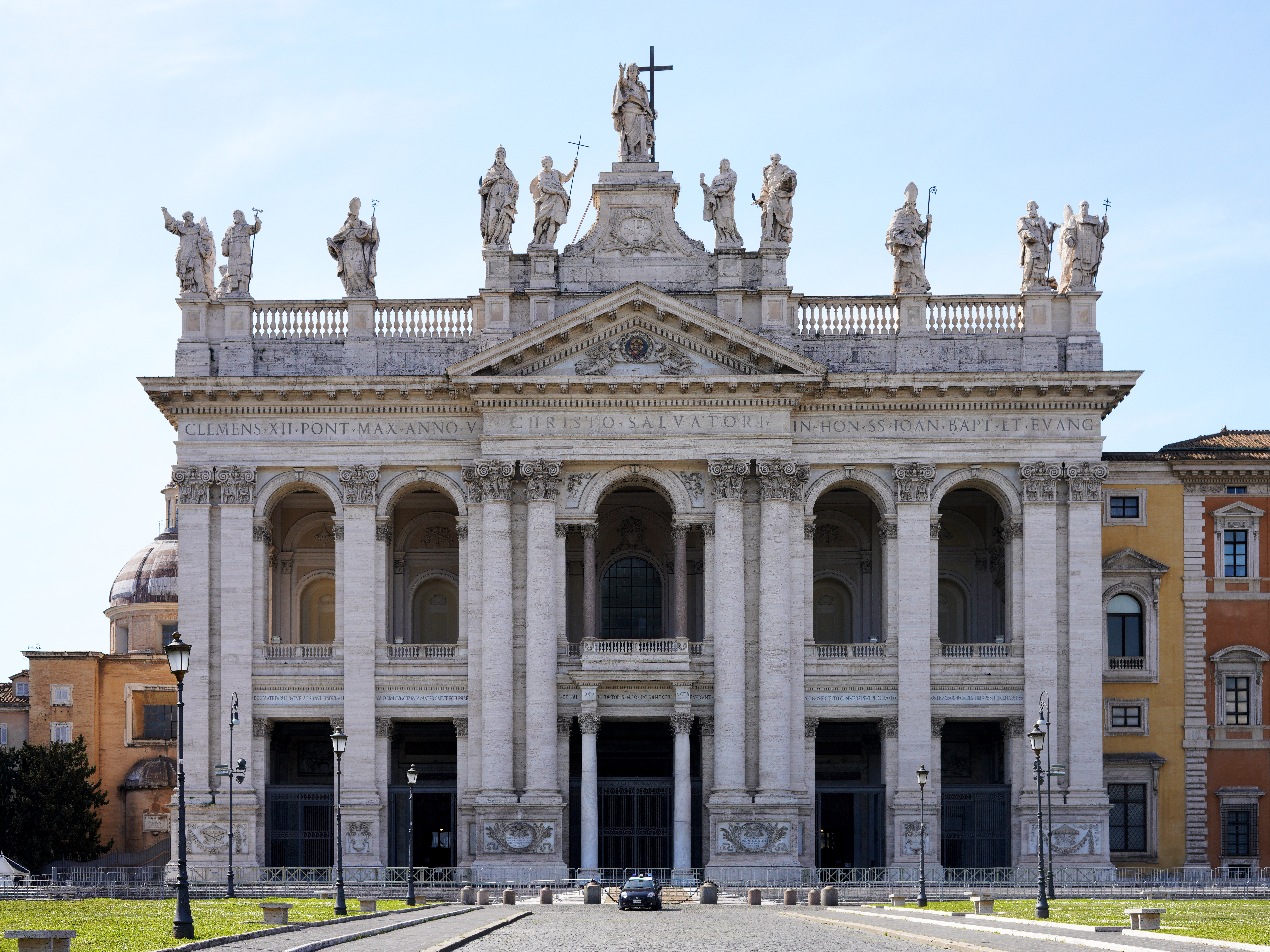
S. Giovanni in Laterano, Kathedrale des Bistums Rom

Das Bistum Rom ist in zwei Vikariate aufgeteilt: eines für die 331 Pfarreien auf dem italienischen Staatsgebiet unter Leitung des Kardinalvikars (seit 2024 Baldassare Reina) und eines für die zwei Pfarreien auf dem Staatsgebiet der Vatikanstadt unter Leitung des Generalvikars für die Vatikanstadt (seit 2021 Mauro Gambetti).
Die italienischen Pfarreien sind in vier Sektoren (settori) organisiert; diese sind wiederum in insgesamt 36 Präfekturen (prefetture) aufgeteilt. Bis 2024 gab es zusätzlich den Sektor Zentrum (mit den Präfekturen I bis V). Jedem Sektor ist ein Weihbischof zugeordnet. Jede Präfektur hat einen Präfekten an der Spitze, der von den Pfarrern der Pfarreien gewählt wird. Zu den 331 Pfarreien im Vikariat Rom kommen noch die beiden mitverwalteten Pfarreien des Bistums Ostia.

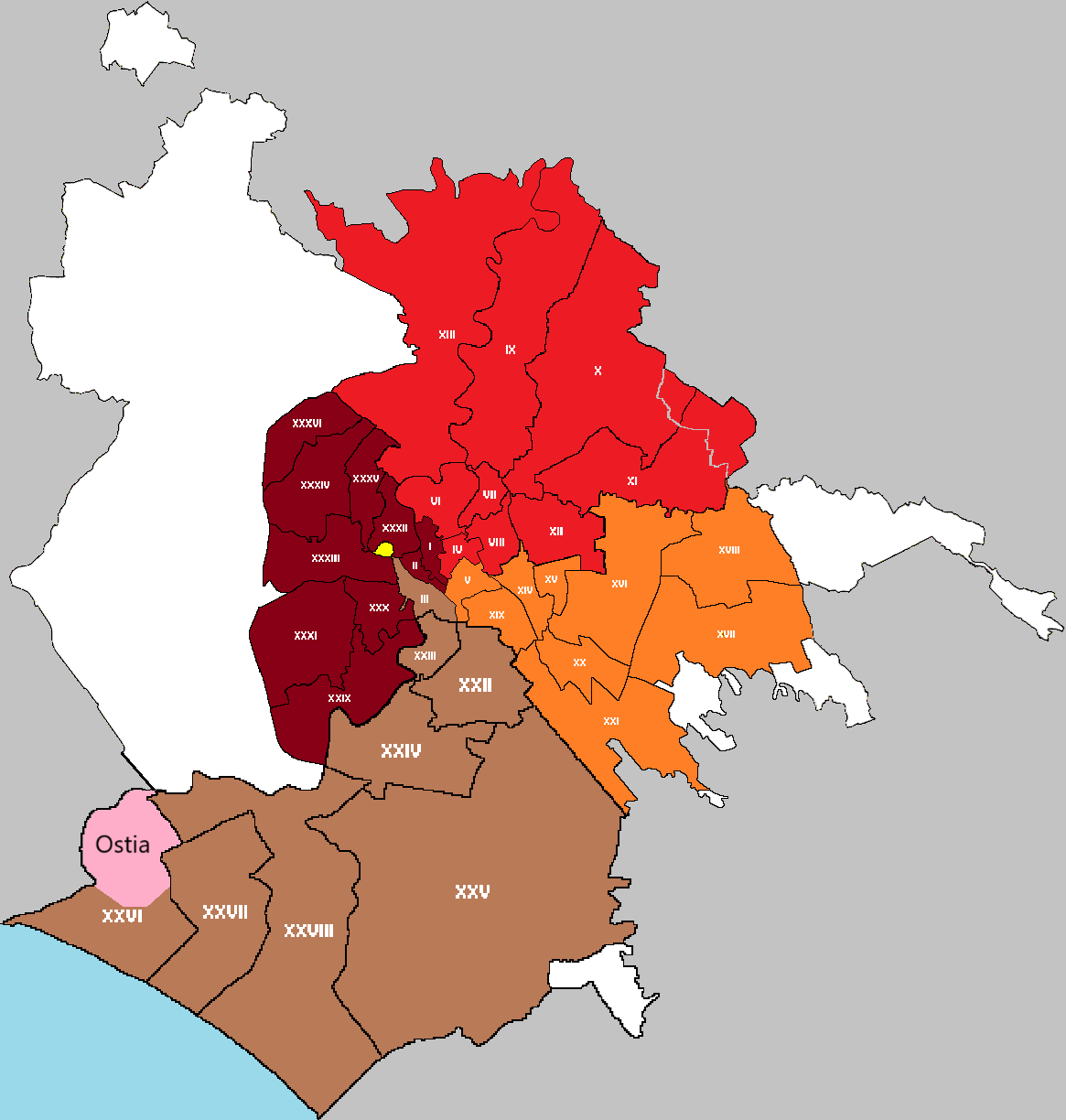
Karte des Bistums Rom mit Ostia (weiß: Stadt Rom, soweit nicht zum Bistum gehörig)

## Diözesangebiet
Es gibt keinen Zusammenhang zwischen dem Gebiet der Stadt Rom und des Bistums Rom.
- Es existieren Pfarreien und Kirchen, die zur Stadt Rom gehören, aber kirchlich zu einer anderen Diözesen gehören. Zum Beispiel gehören einige Pfarreien des Municipio XV zum Bistum Porto-Santa Rufina. Andere Gebiete gehören zu den Bistümern Frascati und Tivoli.
- Umgekehrt gehören Gebiete anderer Städte zum Bistum Rom: so drei Pfarreien der Gemeinde Guidonia.

## Organisation des Vikariats Rom
Die oberste Autorität des Bistums ist der Papst als Bischof von Rom. Diese übt er meist über den Generalvikar seiner Heiligkeit für das Bistum Rom aus. Die wichtigsten Organe und pastoralen Gremien sind:
- Consiglio Episcopale: Kollegiales Organ, das sich aus dem Kardinalvikar, dem Vizegerent, den Weihbischöfen und einem Sekretär zusammensetzt.
- Consiglio dei Prefetti: hier nehmen zusätzlich die von den Pfarrern und Kuraten gewählten Präfekten teil.
- Consiglio Pastorale Diocesano: der pastorale Rat
- Consiglio Diocesano per gli Affari Economici: Rat für die wirtschaftlichen Angelegenheiten.[4]

## Pfarreien des Vikariats Rom
Jede Pfarrei mit Errichtungsdatum.

### Settore Ovest
Der Weihbischof des Westsektors ist Paolo Selvadagi. Er hat 10 Präfekturen und 86 Pfarreien.

#### Prefettura I

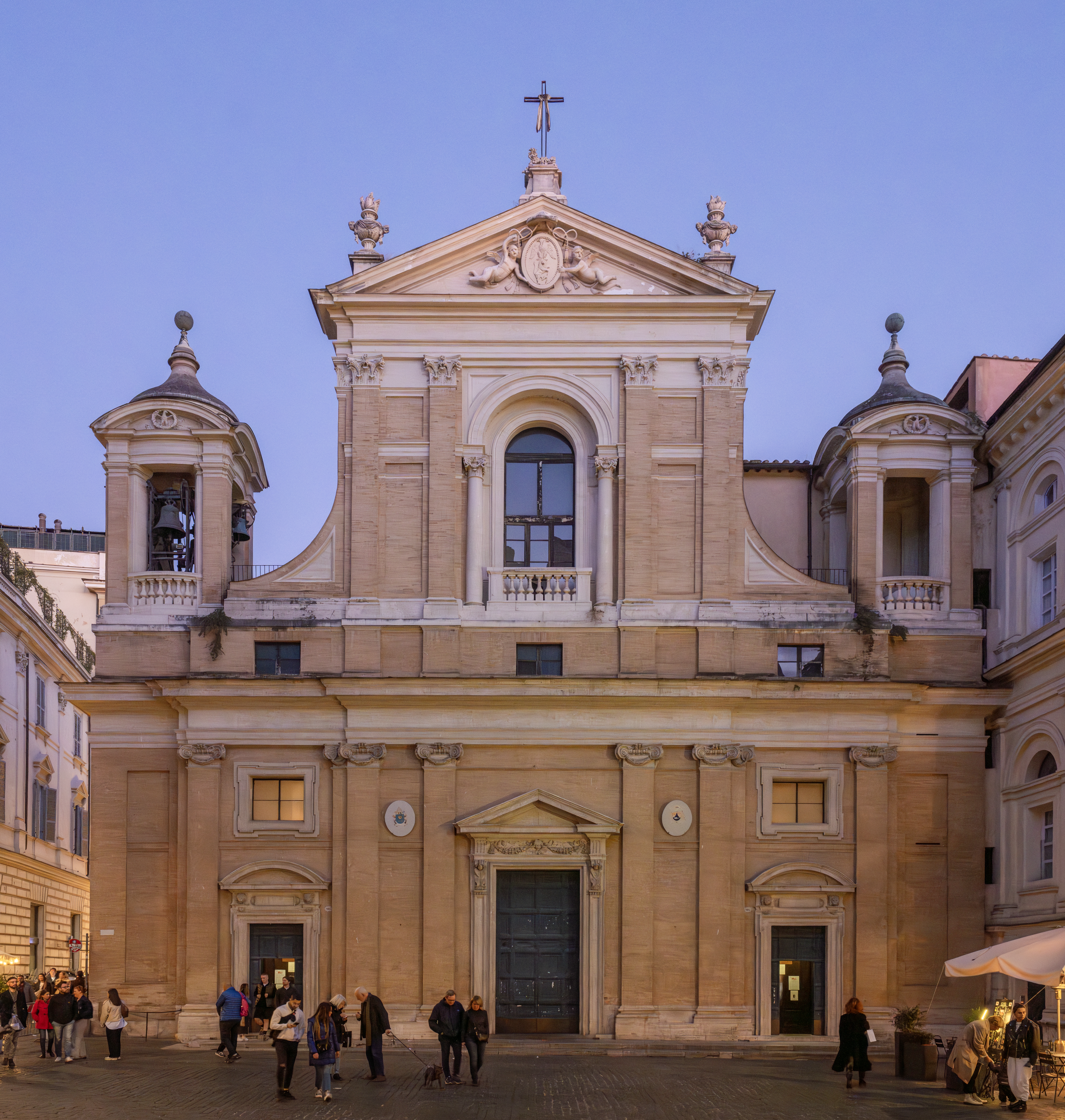
S. Maria in Aquiro

1. Pfarrei Sant’Andrea delle Fratte – 15. Jahrhundert
2. Pfarrei San Giacomo in Augusta – 1. November 1824
3. Pfarrei San Lorenzo in Lucina – 4. Jahrhundert
4. Pfarrei San Marco Evangelista al Campidoglio – 451
5. Pfarrei Santa Maria del Popolo – 1. Januar 1561
6. Pfarrei Santa Maria in Aquiro – 7. Februar 1541
7. Pfarrei Santi XII Apostoli – 1745

ehemals: Pfarrei Santa Maria in Via – 11. Jahrhundert bis 18. Oktober 2020

#### Prefettura II

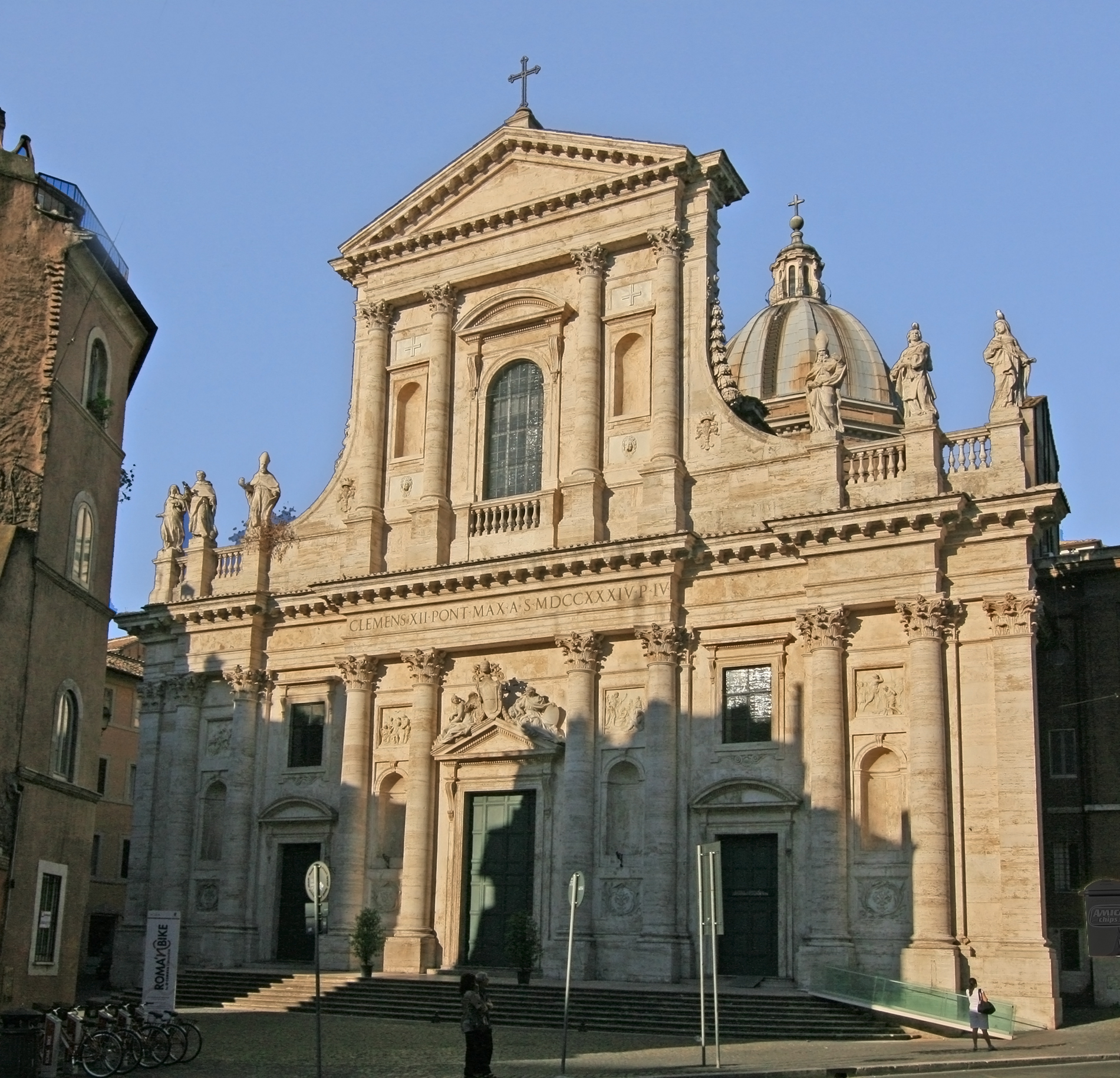
S. Giovanni dei Fiorentini

1. Pfarrei Sant’Agostino in Campo Marzio – 20. Februar 1287
2. Pfarrei San Giovanni Battista dei Fiorentini – 24. Oktober 1906
3. Pfarrei San Lorenzo in Damaso – 5. November 1571
4. Pfarrei Santa Maria in Portico in Campitelli – 1566 circa
5. Pfarrei Santa Maria in Vallicella – 1. Juni 1905 (Die mittelalterliche Pfarrei wurde 1622 aufgelöst)
6. Pfarrei San Salvatore in Lauro – 1. November 1824
7. Pfarrei Santissima Trinità dei Pellegrini – 23. März 2008

ehemals: Pfarrei Santi Biagio e Carlo ai Catinari – 15. Jahrhundert bis 14. September 2020

#### Prefettura XXIX
1. Pfarrei Santi Aquila e Priscilla

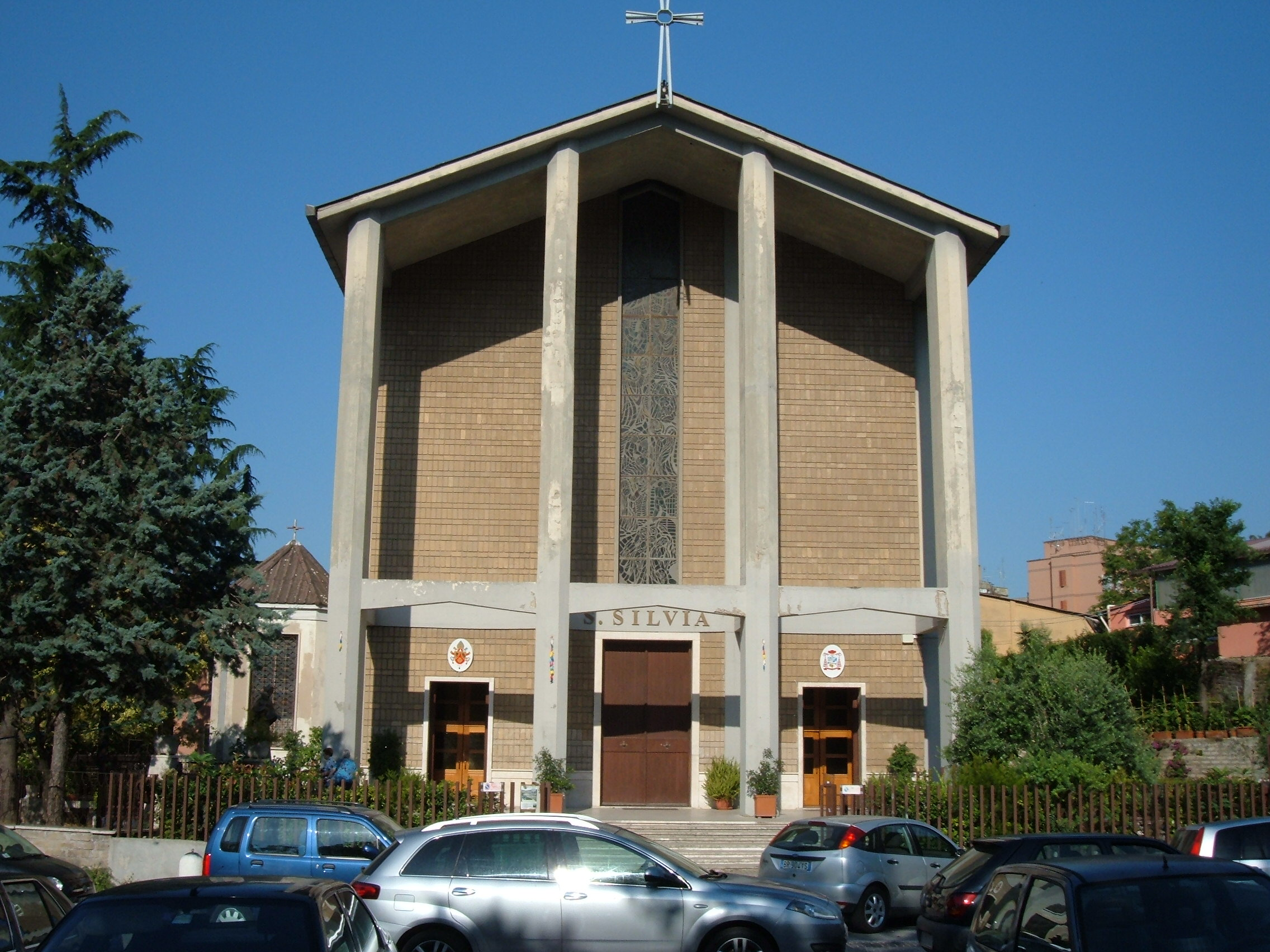
S. Silvia

2. Pfarrei Sacra Famiglia a Via Portuense
3. Pfarrei Gesù Divino Lavoratore
4. Pfarrei San Gregorio Magno
5. Pfarrei Santa Maria del Carmine e San Giuseppe al Casaletto
6. Pfarrei Santa Maria del Rosario ai Martiri Portuensi
7. Pfarrei Nostra Signora di Valme
8. Pfarrei San Raffaele Arcangelo
9. Pfarrei Santa Silvia
10. Pfarrei Santo Volto di Gesù

#### Prefettura XXX
1. Pfarrei San Damaso

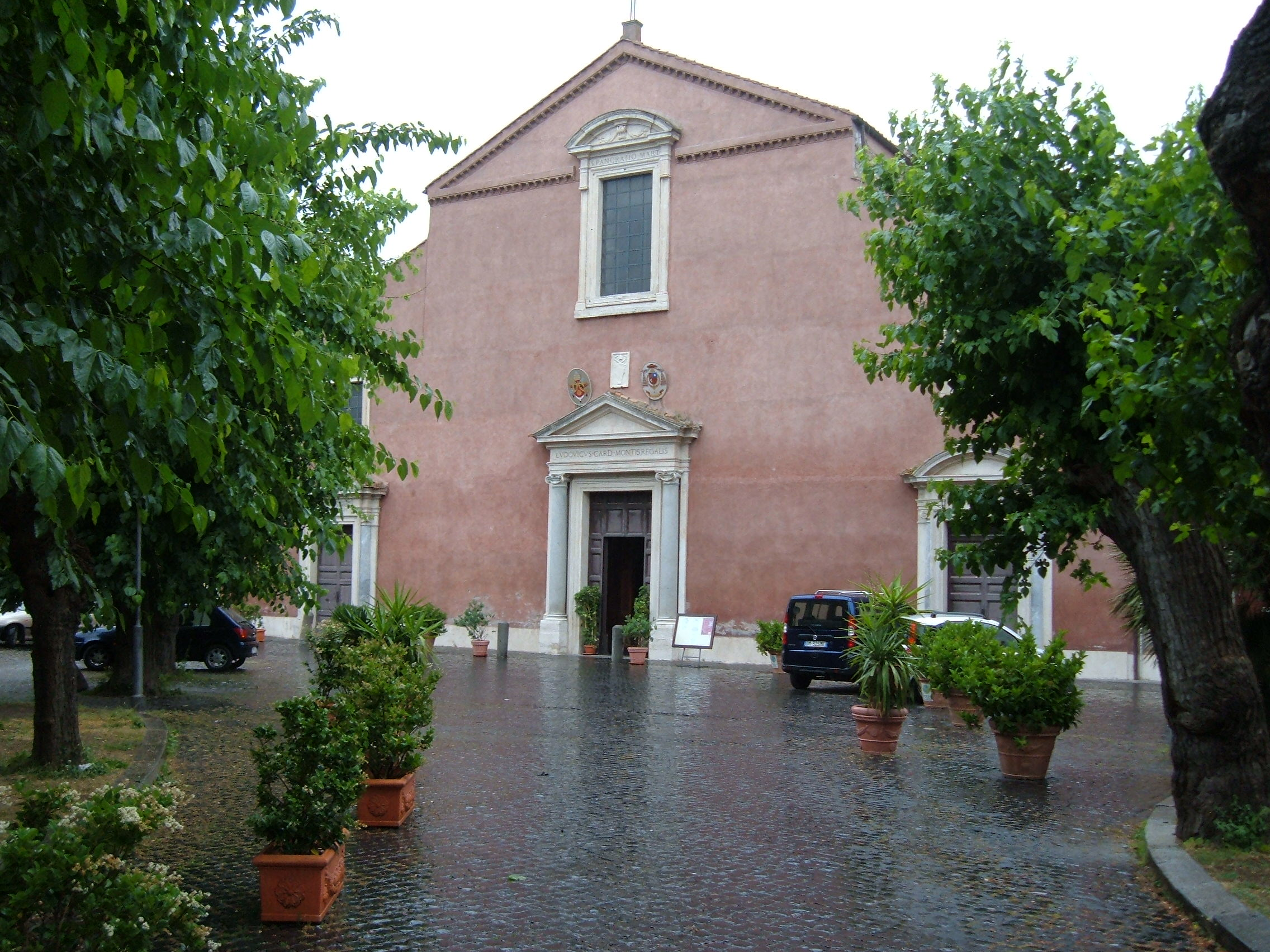
S. Pancrazio

2. Pfarrei Santi Francesco e Caterina Patroni d’Italia
3. Pfarrei San Giulio
4. Pfarrei Santa Maria Madre della Provvidenza
5. Pfarrei Santa Maria Regina Pacis a Monteverde
6. Pfarrei Nostra Signora de La Salette
7. Pfarrei Nostra Signora di Coromoto
8. Pfarrei San Pancrazio
9. Pfarrei Trasfigurazione di Nostro Signore Gesù Cristo

#### Prefettura XXXI
1. Pfarrei San Bruno
2. Pfarrei Santissimo Crocifisso
3. Pfarrei Sacra Famiglia a Villa Troili
4. Pfarrei San Girolamo a Corviale
5. Pfarrei Santa Maria della Perseveranza
6. Pfarrei Natività di Maria
7. Pfarrei San Paolo della Croce

#### Prefettura XXXII
1. Pfarrei Sacro Cuore di Cristo Re

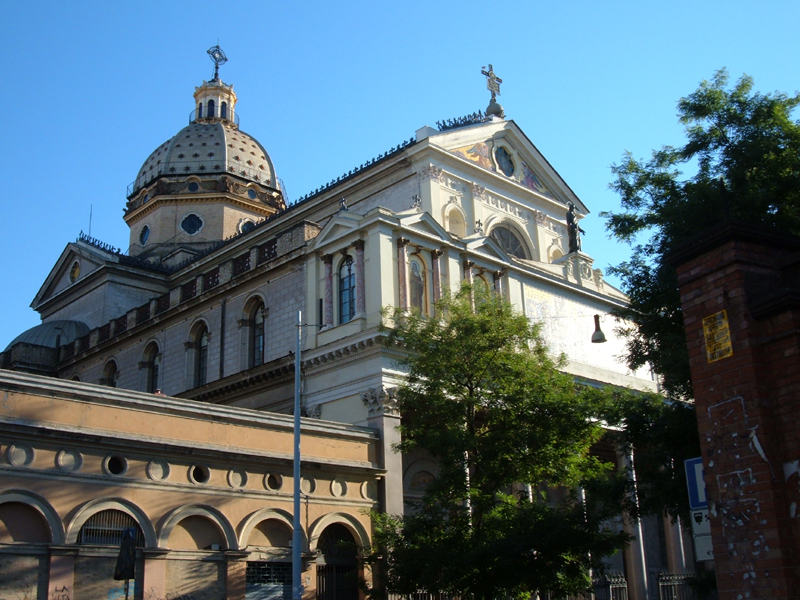
S. Gioacchino ai Prati

2. Pfarrei Sacro Cuore di Gesù in Prati
3. Pfarrei San Gioacchino in Prati
4. Pfarrei San Giuseppe al Trionfale
5. Pfarrei Santa Lucia
6. Pfarrei Santa Maria del Rosario in Prati
7. Pfarrei Santa Maria delle Grazie al Trionfale
8. Pfarrei Santa Maria in Traspontina
9. Pfarrei Santa Maria Regina Apostolorum

#### Prefettura XXXIII
1. Pfarrei Sant’Ambrogio
2. Pfarrei San Filippo Neri alla Pineta Sacchetti
3. Pfarrei San Giovanni Nepomuceno Neumann – Bisher gibt es noch keine Pfarrkirche
4. Pfarrei San Giuseppe all’Aurelio
5. Pfarrei San Giuseppe Cottolengo
6. Pfarrei San Gregorio VII
7. Pfarrei San Lino
8. Pfarrei Santa Maria delle Grazie alle Fornaci
9. Pfarrei Santa Maria Immacolata di Lourdes
10. Pfarrei Santa Maria Janua Coeli
11. Pfarrei Nostra Signora di Guadalupe e San Filippo in Via Aurelia
12. Pfarrei San Pio V
13. Pfarrei Santi Protomartiri Romani

#### Prefettura XXXIV
1. Pfarrei San Cipriano
2. Pfarrei Santa Faustina Kowalska – Gegründet am 11. Juni 2008 und hat noch keine Pfarrkirche
3. Pfarrei Gesù Divino Maestro
4. Pfarrei San Luigi Grignon de Montfort
5. Pfarrei Santa Maria Assunta e San Giuseppe a Primavalle
6. Pfarrei Santa Maria della Presentazione
7. Pfarrei Santa Maria della Salute
8. Pfarrei Nostra Signora di Guadalupe a Monte Mario
9. Pfarrei Santa Rita da Cascia a Monte Mario

#### Prefettura XXXV

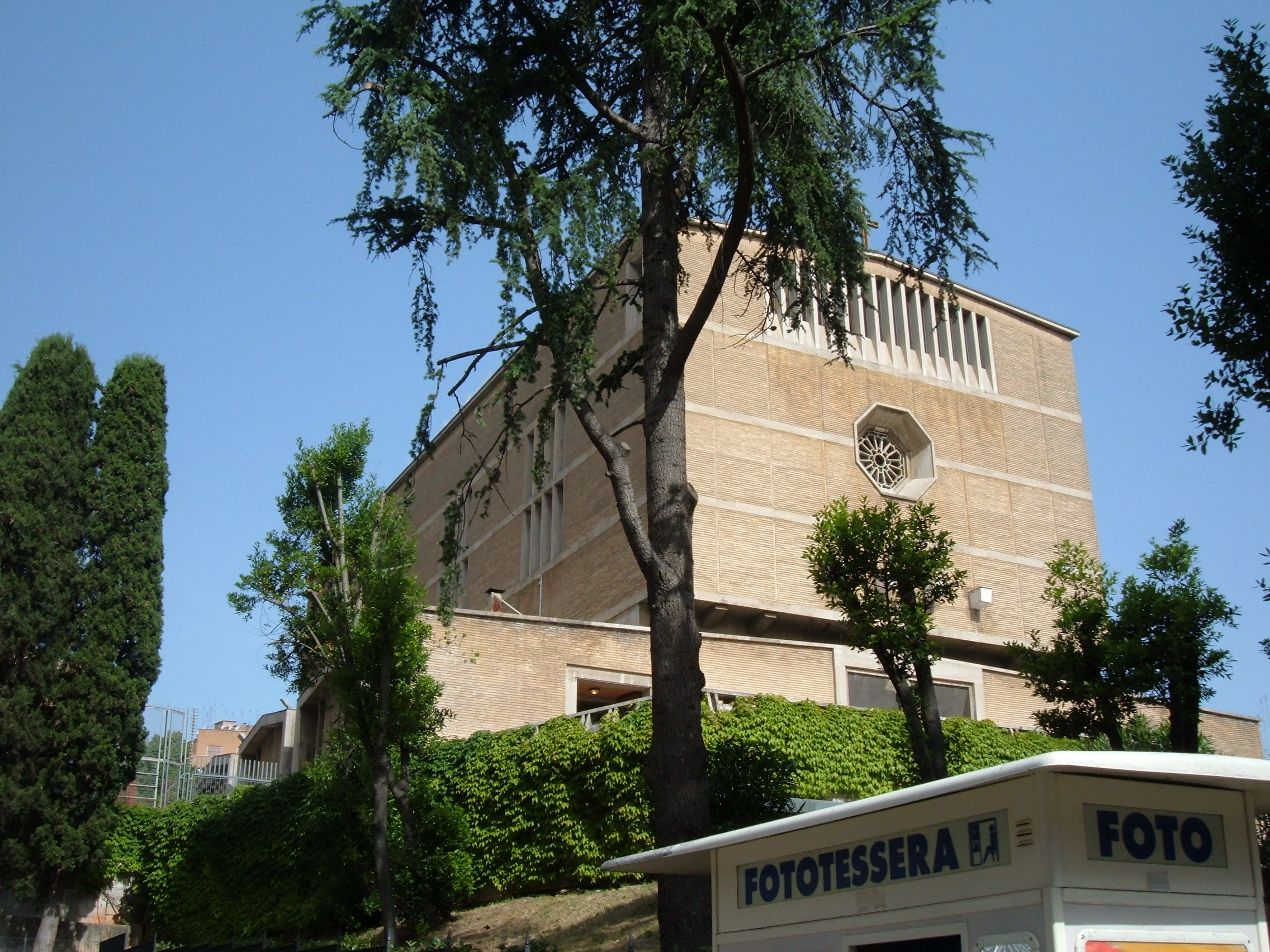
San Pio X

1. Pfarrei San Francesco d’Assisi a Monte Mario
2. Pfarrei San Fulgenzio
3. Pfarrei San Gabriele Arcangelo
4. Pfarrei Santa Maria Mater Dei
5. Pfarrei Santa Maria Stella Matutina
6. Pfarrei Santa Paola Romana
7. Pfarrei San Pio X

#### Prefettura XXXVI
1. Pfarrei Sant’Andrea Avellino
2. Pfarrei San Bartolomeo Apostolo
3. Pfarrei Santa Brigida di Svezia – Bisher gibt es noch keine Pfarrkirche
4. Pfarrei Sant’Ilario di Poitiers – Bisher gibt es noch keine Pfarrkirche
5. Pfarrei Santa Maddalena di Canossa[5]
6. Pfarrei San Massimo – Bisher gibt es noch keine Pfarrkirche
7. Pfarrei Nostra Signora di Fatima
8. Pfarrei Santi Ottavio e Compagni Martiri

### Settore Nord
Weihbischof ist Guerino Di Tora. Es sind neun Sektorpräfekturen mit 90 Pfarreien.

#### Prefettura IV

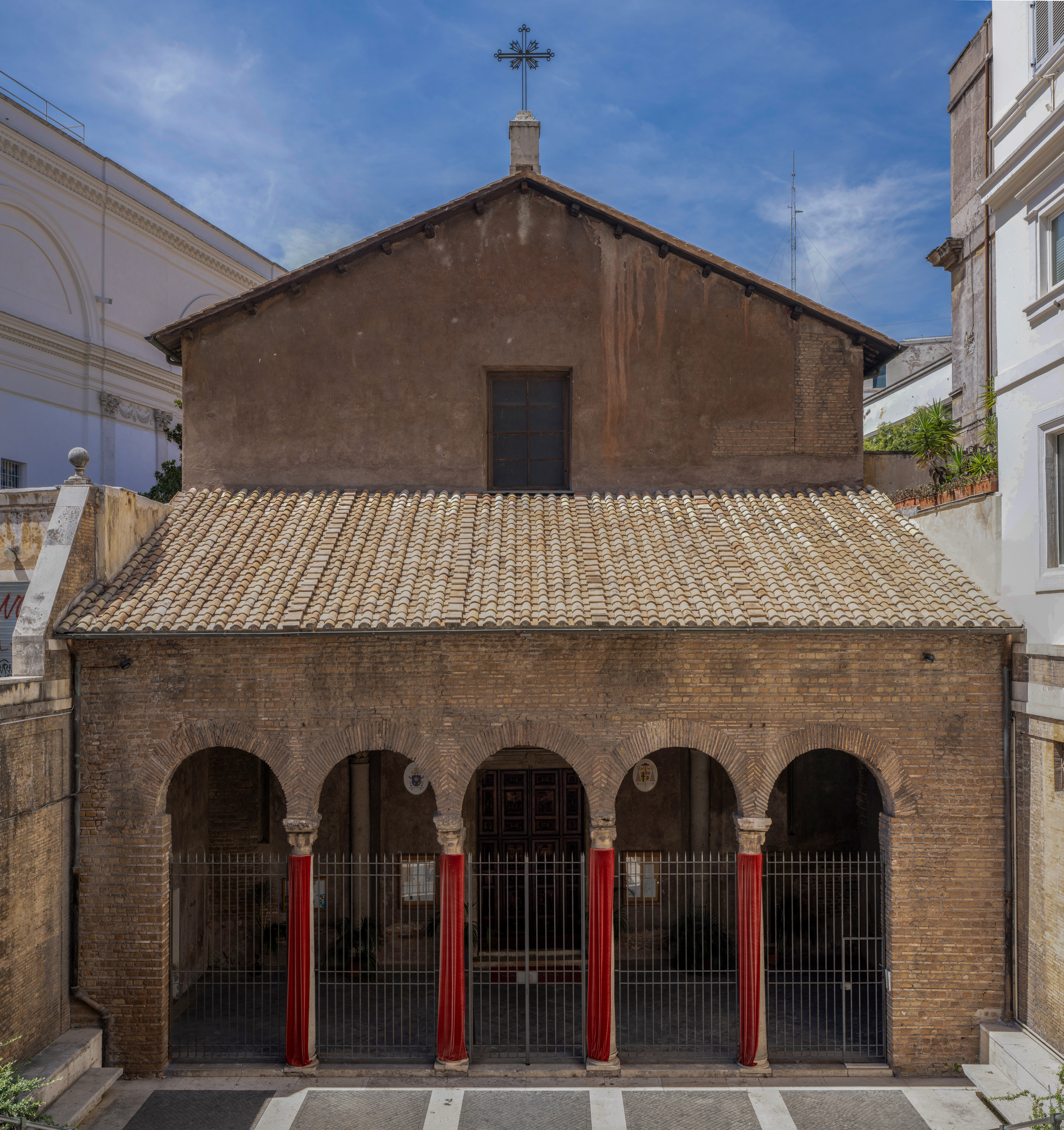
S. Vitale

1. Pfarrei San Camillo De Lellis – 10. Mai 1910
2. Pfarrei S. Cuore di Gesù a Castro Pretorio – 2. Februar 1879
3. Pfarrei Santa Maria ai Monti – 1. November 1824
4. Pfarrei Santa Maria degli Angeli e dei Martiri – 24. Oktober 1906
5. Pfarrei Santi Vitale e Compagni Martiri in Fovea – 31. August 1884

ehemals: Santi Sergio e Bacco degli Ucraini – 8. September 1970 (Personalpfarrei für die Angehörigen des byzantinischen Ritus der Ukrainer, gehört mittlerweile zum Apostolischen Exarchat Italien)

#### Prefettura VI

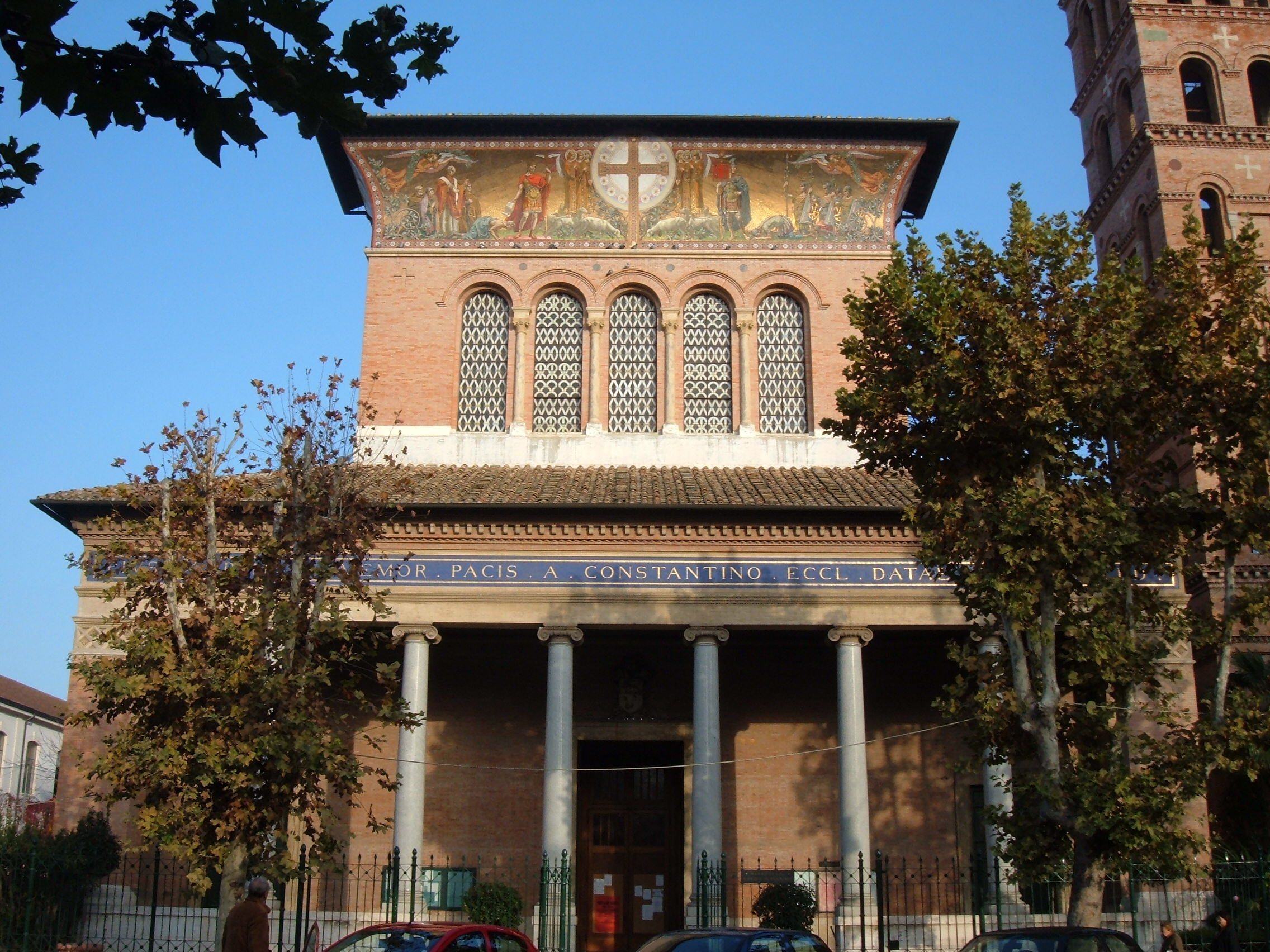
Santa Croce

1. Pfarrei Santa Croce a Via Flaminia – 19. März 1914
2. Pfarrei Sacro Cuore Immacolato di Maria ai Parioli – 8. Mai 1936
3. Pfarrei Sant’Eugenio – 16. März 1951
4. Pfarrei San Luigi Gonzaga – 7. Januar 1963
5. Pfarrei San Roberto Bellarmino – 13. Mai 1933
6. Pfarrei Santa Teresa d’Avila – 6. Januar 1906
7. Pfarrei San Valentino – 2. Mai 1962

#### Prefettura VII

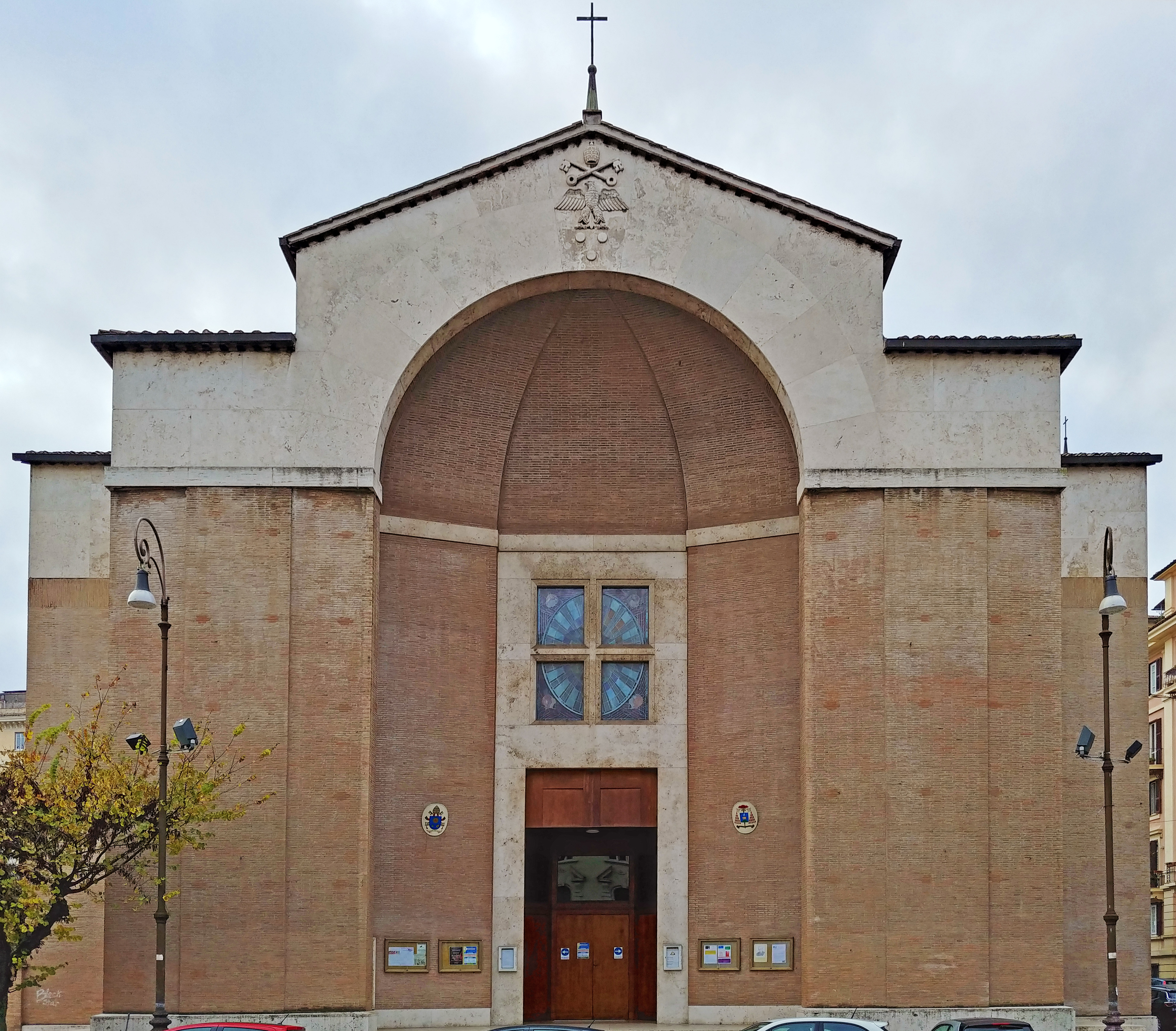
S. Saturnino

1. Pfarrei Sant’Agnese fuori le Mura – 16. Oktober 1708
2. Pfarrei Sacri Cuori di Gesù e Maria – 13. Juli 1950
3. Pfarrei Sant’Emerenziana – 25. November 1942
4. Pfarrei Santa Maria della Mercede e Sant’Adriano – 2. Februar 1932
5. Pfarrei Santa Maria Goretti – 1. Juni 1953
6. Pfarrei San Saturnino – 1. Januar 1935
7. Pfarrei Santissima Trinità a Villa Chigi – 4. Juni 1962

#### Prefettura VIII

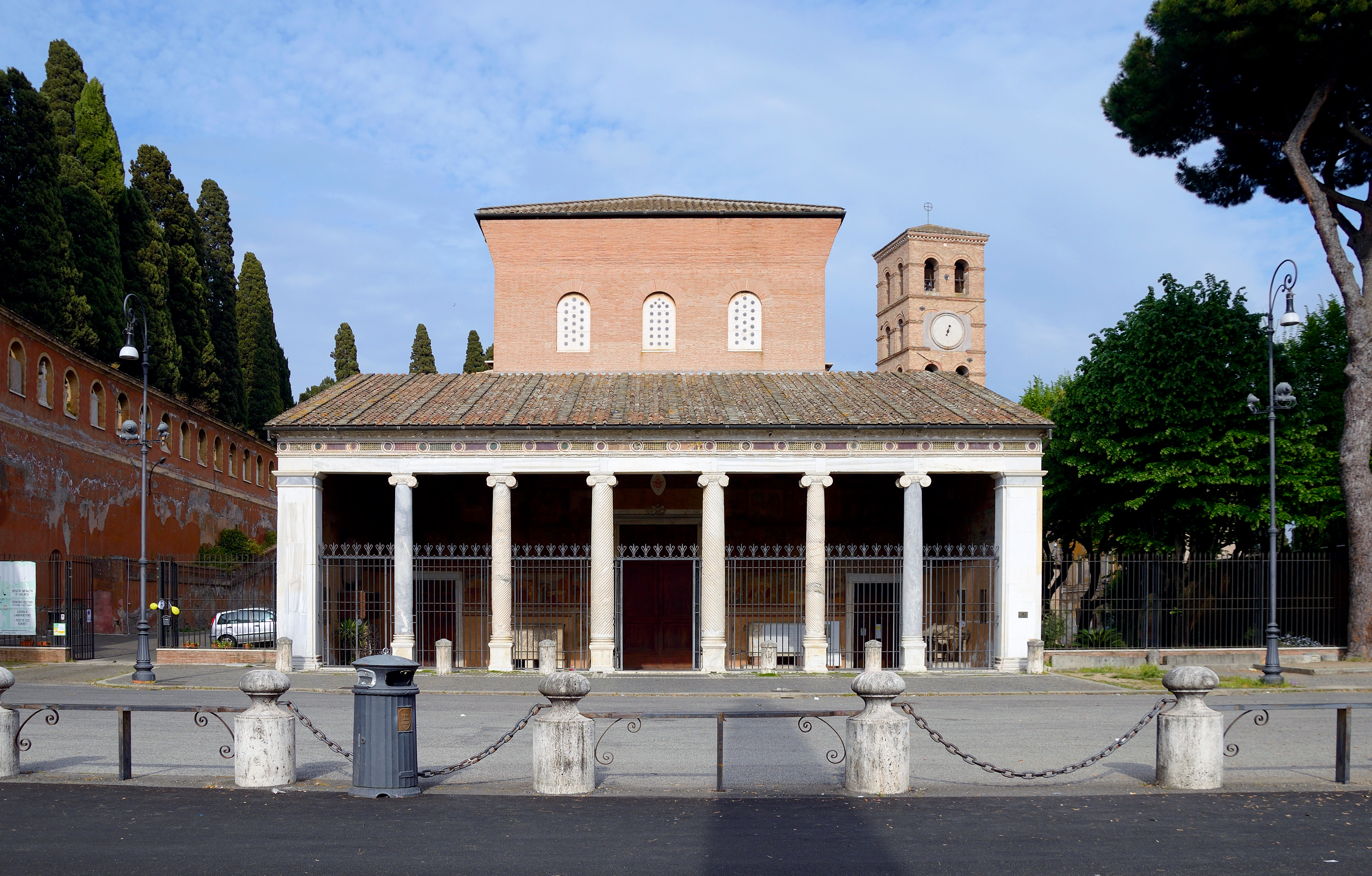
S. Lorenzo fuori le Mura

1. Pfarrei Sant’Angela Merici – 25. September 1963
2. Pfarrei Santa Francesca Cabrini – 22. Dezember 1949
3. Pfarrei San Giuseppe a Via Nomentana – 6. Januar 1905
4. Pfarrei Sant’Ippolito – 26. Mai 1935
5. Pfarrei San Lorenzo fuori le Mura – 4. Juli 1709
6. Pfarrei Santa Maria Immacolata e San Giovanni Berchmans – 12. März 1909
7. Pfarrei Nostra Signora del Santissimo Sacramento e Santi Martiri Canadesi – 19. Oktober 1955
8. Pfarrei Santi Sette Fondatori – 26. Mai 1935
9. Pfarrei San Tommaso Moro – 15. November 1974

#### Prefettura IX

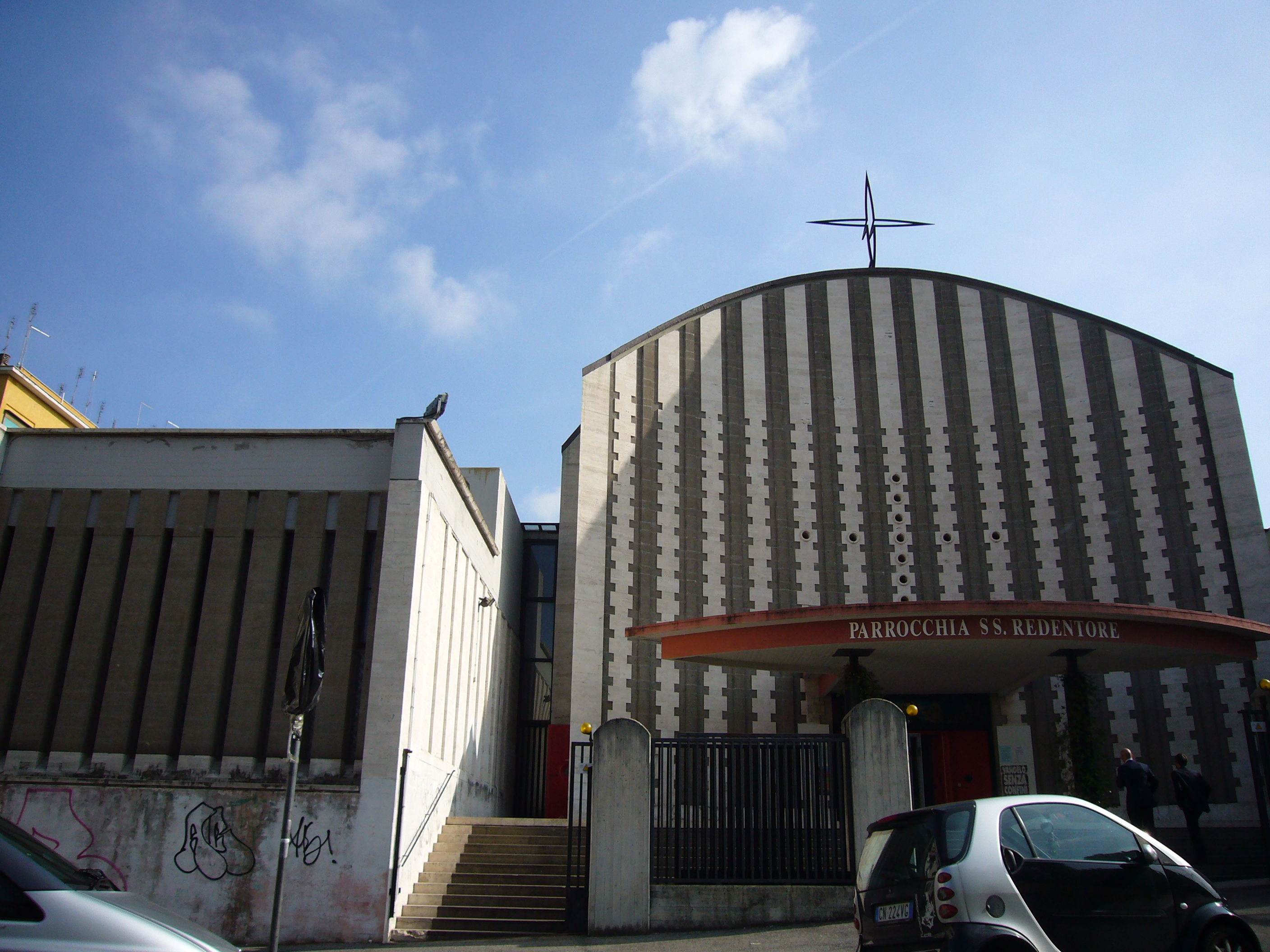
SS. Redentore a Val Melaina

1. Pfarrei Sant’Alberto Magno – 1. September 1983
2. Pfarrei Sant’Antonio da Padova a Via Salaria – 19. März 1938
3. Pfarrei San Clemente – 21. Dezember 1956
4. Pfarrei Santi Crisante e Daria – 1. Juli 1964
5. Pfarrei Santa Felicita e Figli Martiri – 16. Juli 1958
6. Pfarrei San Frumenzio – 18. März 1968
7. Pfarrei San Giovanni della Croce – 1. Juli 1989
8. Pfarrei Sant’Innocenzo I Papa e San Guido Vescovo – 1. März 1981
9. Pfarrei Santa Maria Assunta al Tufello – 2. Juli 1950
10. Pfarrei Santa Maria della Speranza – 3. April 1969
11. Pfarrei Santissimo Redentore a Val Melaina – 1. Februar 1937
12. Pfarrei Sant’Ugo – 28. Oktober 1985

#### Prefettura X

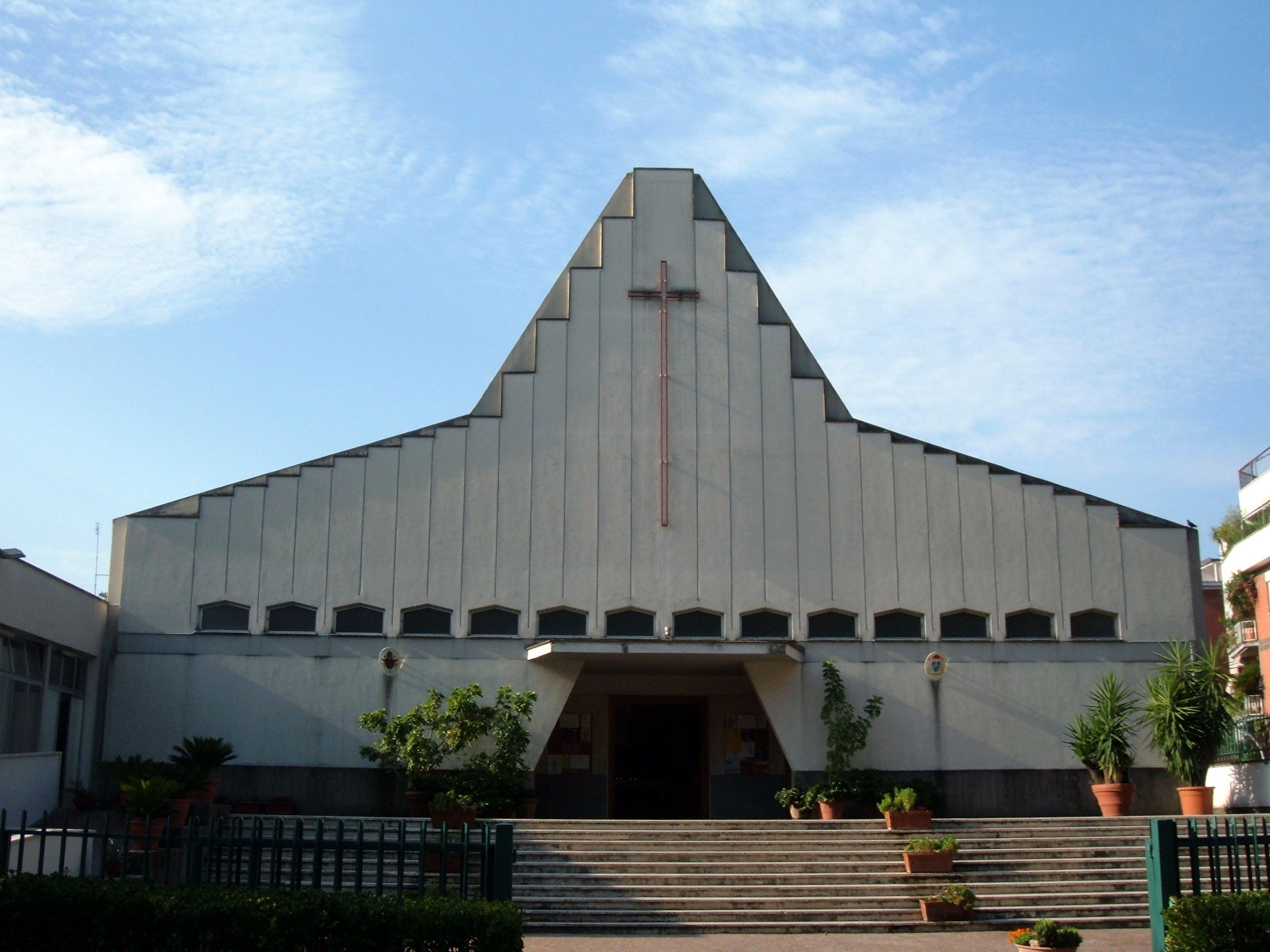
S. Ponziano

1. Pfarrei Sant’Achille – 21. Oktober 1957
2. Pfarrei Sant’Alessandro – 16. Juni 1928
3. Pfarrei Santi Angeli Custodi – 21. Oktober 1925
4. Pfarrei San Domenico di Guzman – 1. Januar 1974
5. Pfarrei Santa Gemma Galgani – 10. September 1975[6]
6. Pfarrei Gesù Bambino a Sacco Pastore – 30. März 1957
7. Pfarrei San Giovanni Crisostomo – 15. Januar 1964
8. Pfarrei Santa Maria delle Grazie a Casal Boccone – 1. Oktober 1985[7]
9. Pfarrei San Mattia – 18. Juni 1964
10. Pfarrei San Ponziano – 17. Dezember 1954
11. Pfarrei San Remigio – 1. Januar 1974 (In der Gemeinde Guidonia.)

#### Prefettura XI

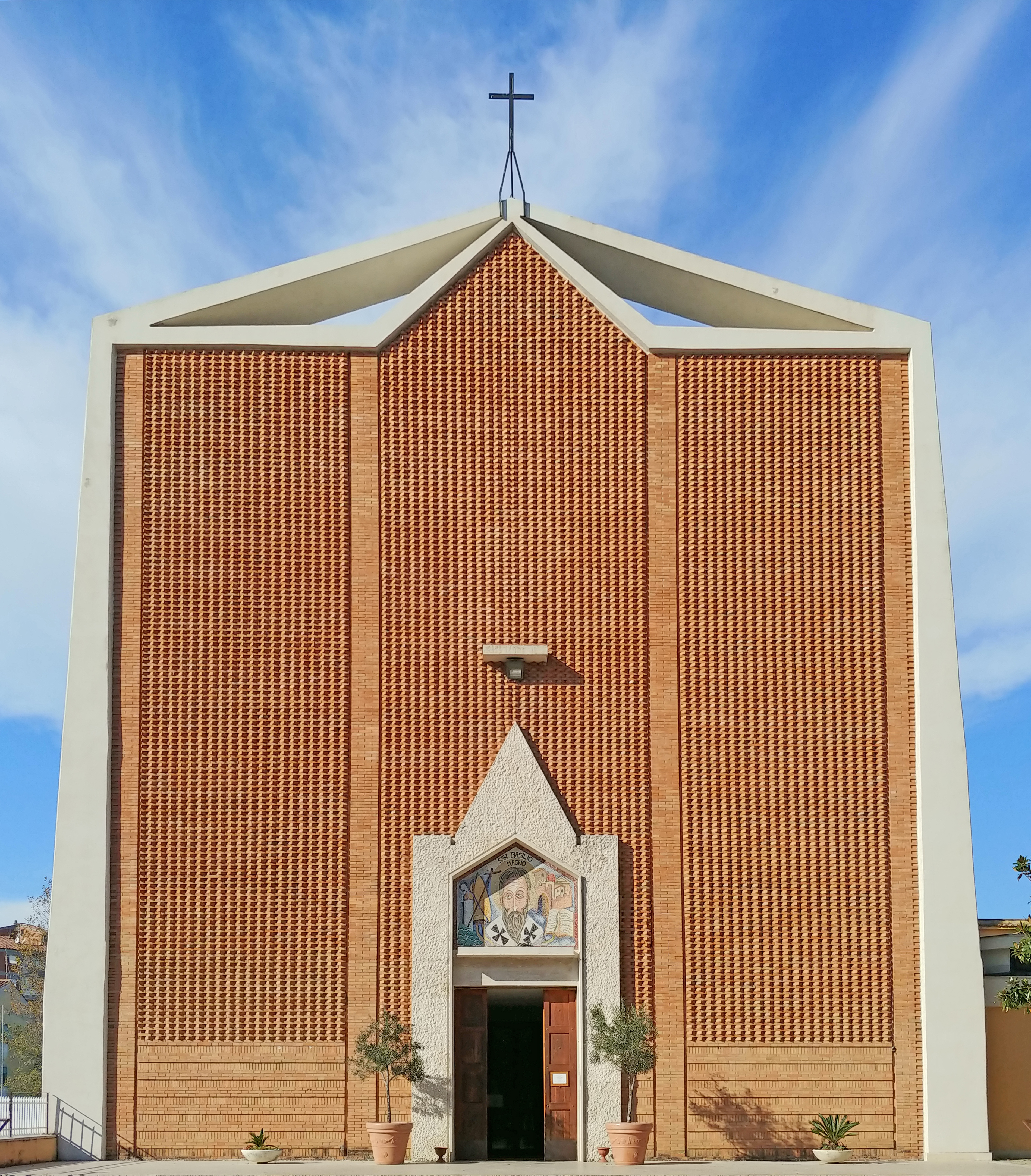
S. Basilio

1. Pfarrei Sant’Agostina Pietrantoni – 1. Dezember 1999
2. Pfarrei Sant’Alessio – 21. März 1982
3. Pfarrei San Basilio – 17. Juli 1954
4. Pfarrei San Benedetto Giuseppe Labre – 15. Oktober 1989
5. Pfarrei San Cleto – 25. Juli 1965
6. Pfarrei Sacro Cuore di Gesù a Ponte Mammolo – 4. September 1936
7. Pfarrei Sant’Enrico – 20. Oktober 1989
8. Pfarrei San Gelasio I Papa – 19. Mai 1972
9. Pfarrei San Liborio – 28. Mai 1965
10. Pfarrei Santa Maria a Setteville – 6. Februar 1973 (In der Gemeinde Guidonia)
11. Pfarrei Santa Maria dell’Olivo – 1. Januar 1926
12. Pfarrei Santa Maria dell’Orazione – 1. Oktober 1989 (In der Gemeinde Guidonia)
13. Pfarrei Santa Maria Maddalena de’ Pazzi – 1. Juli 1976

#### Prefettura XII

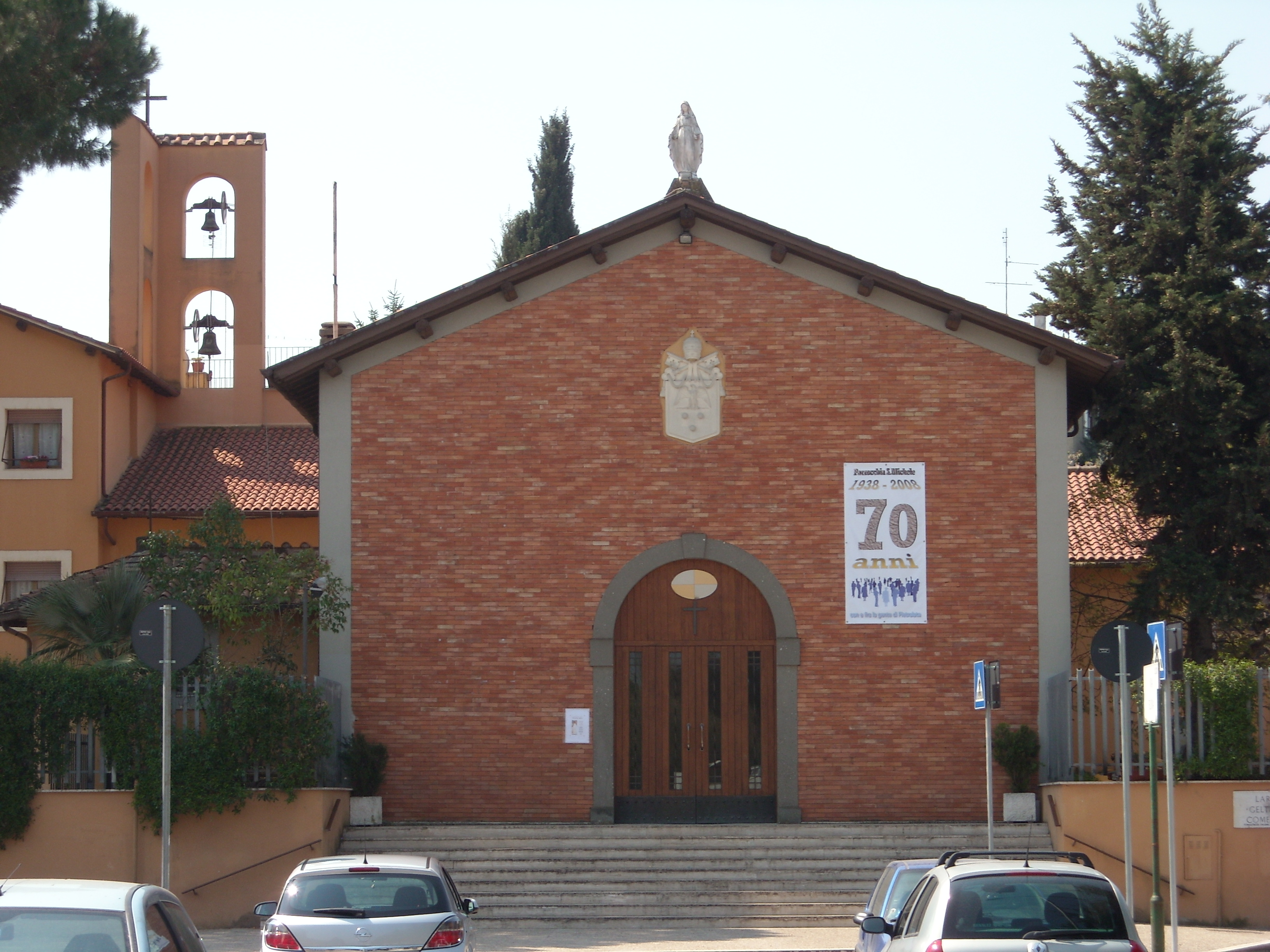
S. Michele Arcangelo

1. Pfarrei Sant’Atanasio – 11. März 1961
2. Pfarrei Santa Bernadette Soubirous – 5. November 1975
3. Pfarrei San Fedele da Sigmaringa – 6. Februar 1973
4. Pfarrei Gesù di Nazareth – 1. Oktober 1983
5. Pfarrei San Giovanni Battista in Collatino – 1. März 1964
6. Pfarrei San Giuseppe Artigiano a Via Tiburtina – 24. Februar 1958
7. Pfarrei Sant’Igino Papa – 12. Juli 1977
8. Pfarrei Santa Maria del Soccorso – 23. September 1938
9. Pfarrei Santa Maria della Visitazione – 30. März 1980
10. Pfarrei San Michele Arcangelo a Pietralata – 23. September 1938
11. Pfarrei San Romano Martire – 6. Februar 1973
12. Pfarrei San Vincenzo Pallotti – 1. Januar 1978

#### Prefettura XIII

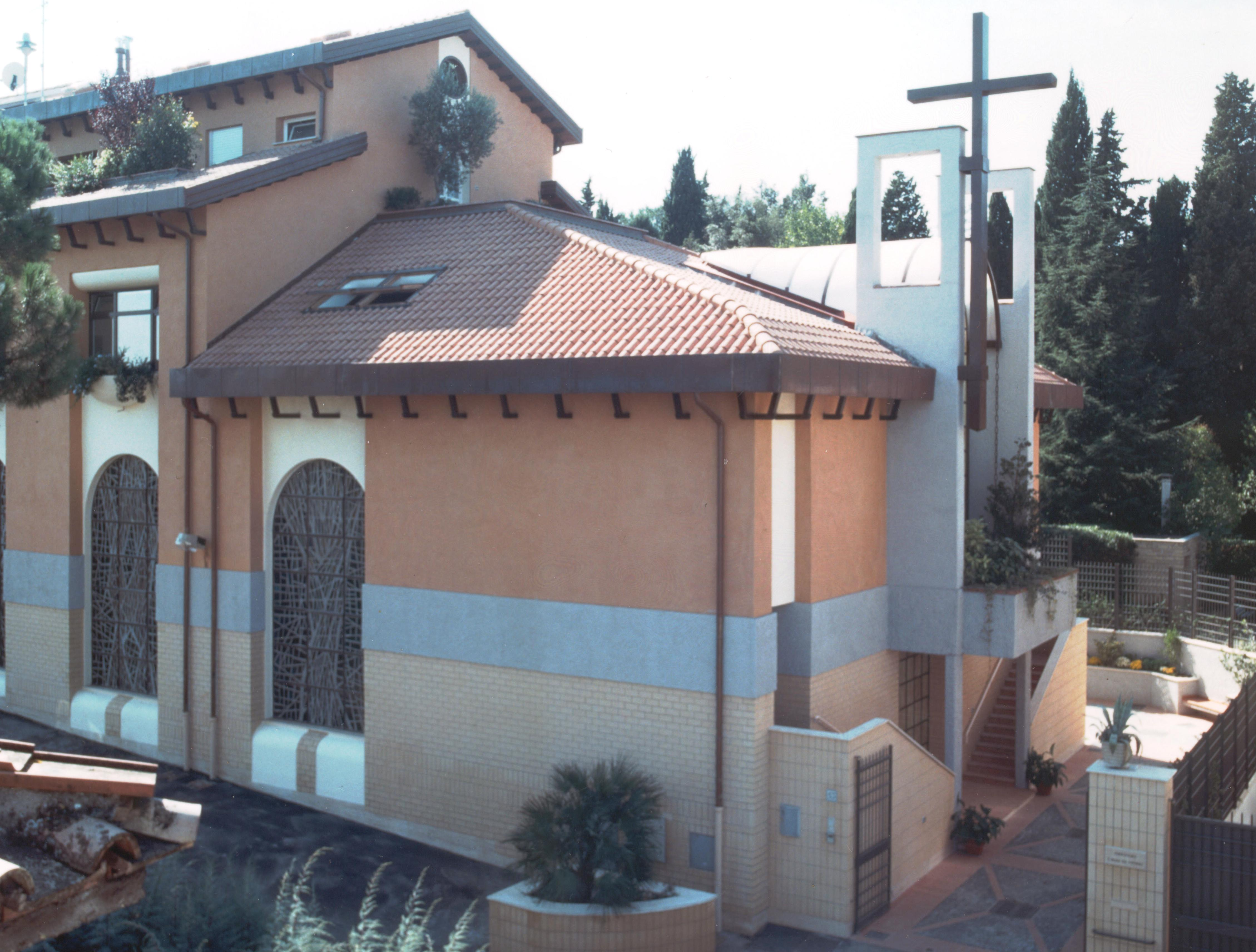
S. Rosa da Viterbo

1. Pfarrei Sant’Alfonso de’ Liguori – 1. Oktober 1975
2. Pfarrei Sant’Andrea Apostolo – 11. Oktober 1941
3. Pfarrei Santa Chiara – 11. Juli 1959
4. Pfarrei San Crispino da Viterbo – 1. Oktober 1973
5. Pfarrei Santi Elisabetta e Zaccaria – 28. Oktober 1985
6. Pfarrei San Filippo Apostolo – 5. Dezember 1962
7. Pfarrei San Gaetano – 29. Mai 1962
8. Pfarrei San Giuliano – 21. Dezember 1980
9. Pfarrei Gran Madre di Dio – 1. Dezember 1933
10. Pfarrei Santa Maria Immacolata a Grottarossa – 4. Juni 1937
11. Pfarrei San Melchiade – 16. Mai 1959
12. Pfarrei Preziosissimo Sangue di Nostro Signore Gesù Cristo – 22. Oktober 1957
13. Pfarrei Santa Rosa da Viterbo – 5. Juni 1962
14. Pfarrei Santi Urbano e Lorenzo a Prima Porta – 7. März 1629

### Settore Est
Der Weihbischof des Ostsektors war bis Februar 2018 Giuseppe Marciante. Der Sektor ist in neun Sektropräfekturen mit 89 Gemeinden aufgeteilt.

#### Prefettura V
1. Pfarrei Santa Croce in Gerusalemme – 24. Oktober 1906
2. Pfarrei Sant’Eusebio all’Esquilino – 31. August 1889
3. Pfarrei Santi Marcellino e Pietro al Laterano – 24. Oktober 1906
4. Pfarrei Santa Maria in Domnica alla Navicella – 3. Juni 1932
5. Pfarrei Santa Maria Maggiore in San Vito – 1. November 1824
6. Pfarrei Santissimo Salvatore e Santi Giovanni Battista ed Evangelista in Laterano – (Kathedralpfarrei)
7. Pfarrei Santi Silvestro e Martino ai Monti – 13. Jahrhundert circa

ehemals: Pfarrei Santa Bibiana – 30. Mai 1953 bis 10. Oktober 2020

#### Prefettura XIV

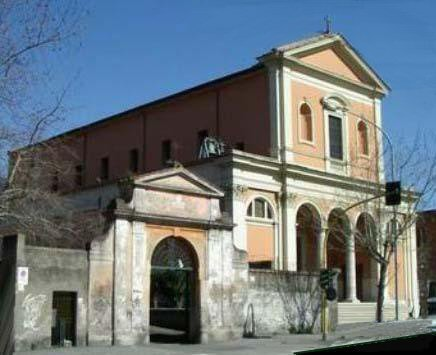
SS. Marcellino e Pietro

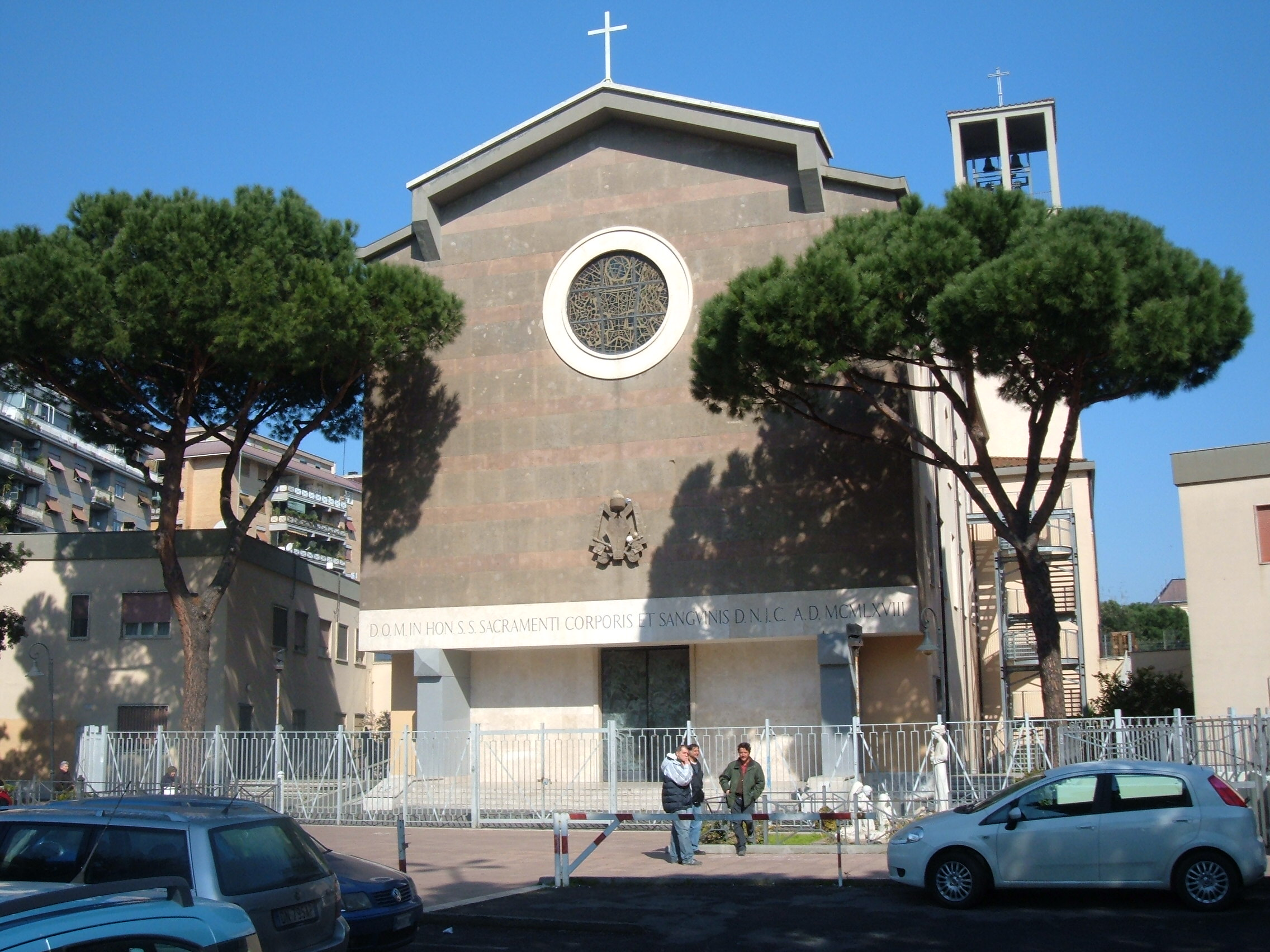
SS. Sacramento a Tor de’ Schiavi

1. Pfarrei San Barnaba – 11. Oktober 1932
2. Pfarrei Sant’Elena – 19. März 1914
3. Pfarrei Santa Giulia Billiart – 10. Dezember 1981
4. Pfarrei San Giuseppe Cafasso – 16. Juli 1960
5. Pfarrei San Leone I – 7. Oktober 1952
6. Pfarrei San Luca Evangelista – 2. Januar 1956
7. Pfarrei Santi Marcellino e Pietro ad duas Lauros – 1. Februar 1765
8. Pfarrei Santa Maria Consolatrice – 21. Mai 1945

#### Prefettura XV
1. Pfarrei Sant’Agapito – 8. Januar 1962
2. Pfarrei San Bernardo di Chiaravalle – 10. November 1978
3. Pfarrei Sacra Famiglia di Nazareth a Centocelle – 8. Juni 1962
4. Pfarrei San Felice da Cantalice – 29. März 1935
5. Pfarrei San Gerardo Maiella – 20. April 1978
6. Pfarrei Sant’Ireneo a Centocelle – 17. Juli 1954
7. Pfarrei Santa Maria Addolorata – 14. Januar 1958
8. Pfarrei Santa Maria Madre della Misericordia – 15. Juli 1952
9. Pfarrei Santa Maria Mediatrice – 30. März 1960
10. Pfarrei Santissimo Sacramento a Tor de’ Schiavi – 28. März 1963

#### Prefettura XVI

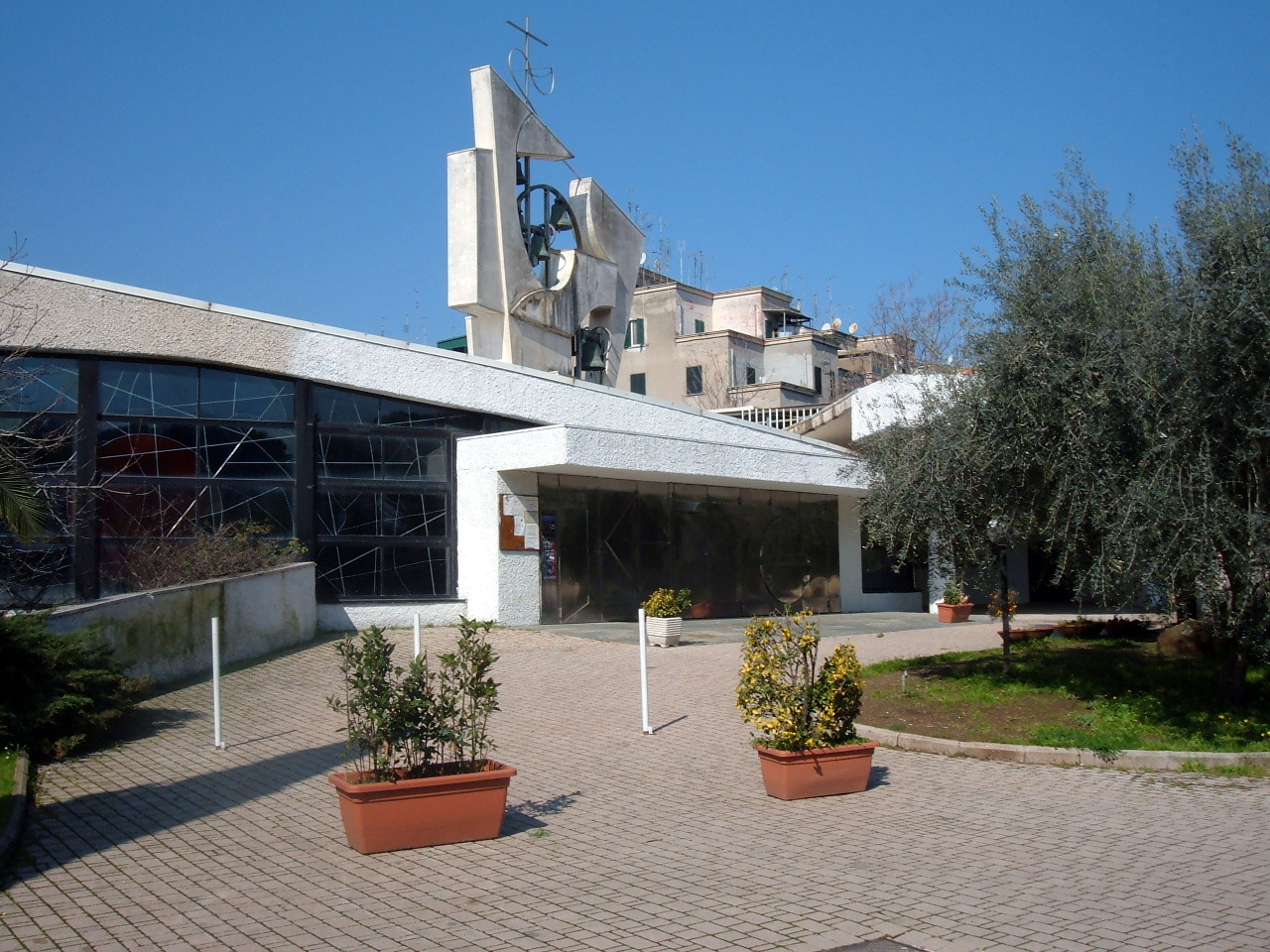
San Bernardo di Chiaravalle

1. Pfarrei Ascensione di Nostro Signore Gesù Cristo – 25. November 1948
2. Pfarrei San Bonaventura da Bagnoregio – 1. November 1974
3. Pfarrei San Cirillo Alessandrino[8] – 23. März 1963
4. Pfarrei Dio Padre Misericordioso – 20. Oktober 1989
5. Pfarrei San Francesco di Sales alla Borgata Alessandrina – 23. Juni 1961
6. Pfarrei San Giovanni Leonardi – 25. April 1951
7. Pfarrei San Giustino – 10. Juni 1952
8. Pfarrei Santa Maria Immacolata e San Vincenzo De’ Paoli – 26. Mai 1912
9. Pfarrei Santa Maria Regina Mundi – 30. November 1961
10. Pfarrei Nostra Signora del Suffragio e Sant’Agostino di Canterbury – 1. Dezember 1975
11. Pfarrei Nostra Signora di Czestochowa – 12. Juni 1962
12. Pfarrei San Tommaso d’Aquino – 15. Februar 1977

#### Prefettura XVII
1. Pfarrei San Bernardino da Siena
2. Pfarrei Sant’Edith Stein

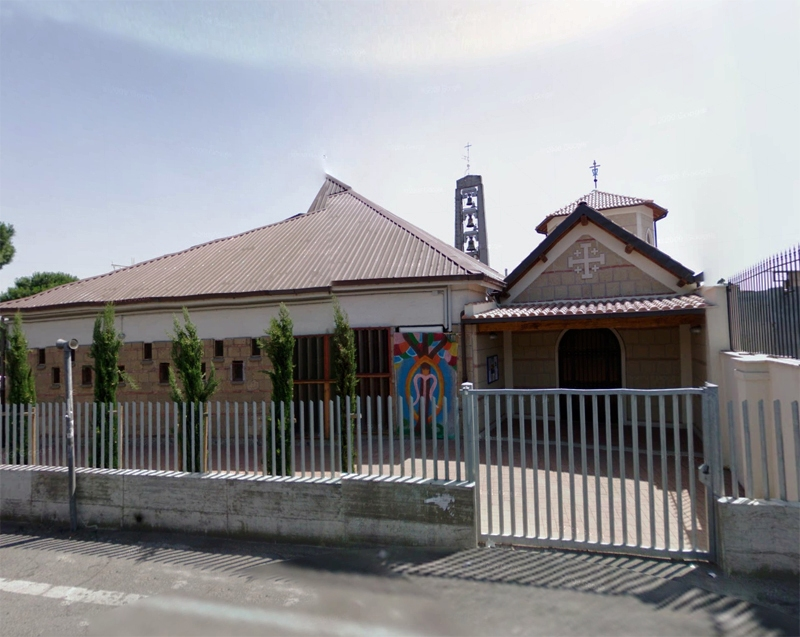
Resurrezione di N.S.G.C.

3. Pfarrei San Gaudenzio a Torre Nova
4. Pfarrei San Giovanni Maria Vianney
5. Pfarrei Santa Margherita Maria Alacoque
6. Pfarrei Santa Maria Causa Nostrae Laetitiae
7. Pfarrei Santa Maria della Fiducia
8. Pfarrei Santa Maria Madre del Redentore
9. Pfarrei Santa Maria Madre dell’Ospitalità
10. Pfarrei Resurrezione di Nostro Signore Gesù Cristo
11. Pfarrei Santa Rita a Torre Angela
12. Pfarrei Santi Simone e Giuda Taddeo a Torre Angela

#### Prefettura XVIII
1. Pfarrei Sant’Eligio
2. Pfarrei Santa Maria di Loreto[9]

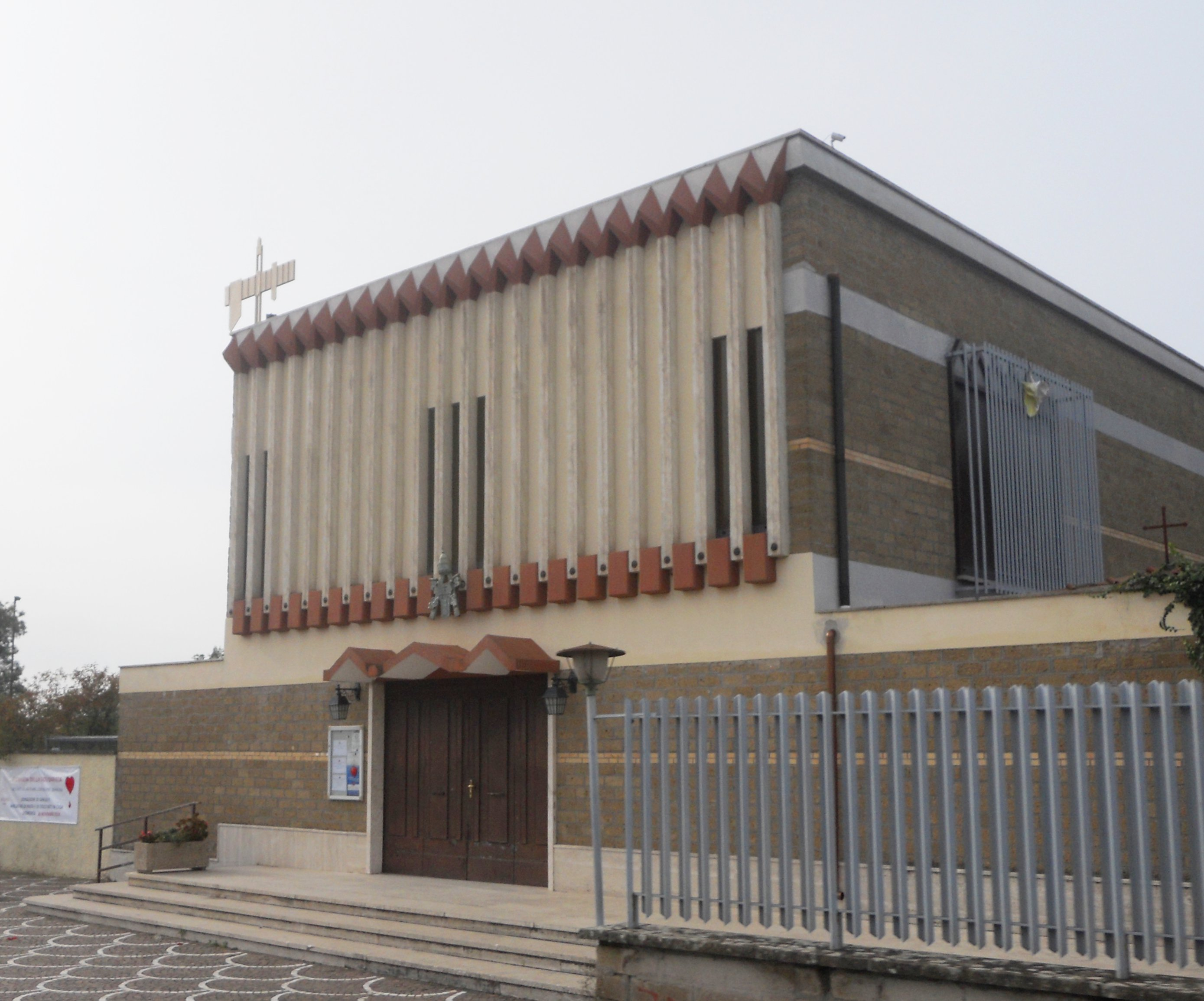
Sant’Eligio

3. Pfarrei Santa Maria Josefa del Cuore di Gesù
4. Pfarrei San Massimiliano Kolbe a Via Prenestina
5. Pfarrei San Patrizio
6. Pfarrei Santa Teresa di Calcutta[10]
7. Pfarrei Santissima Trinità a Lunghezza

#### Prefettura XIX

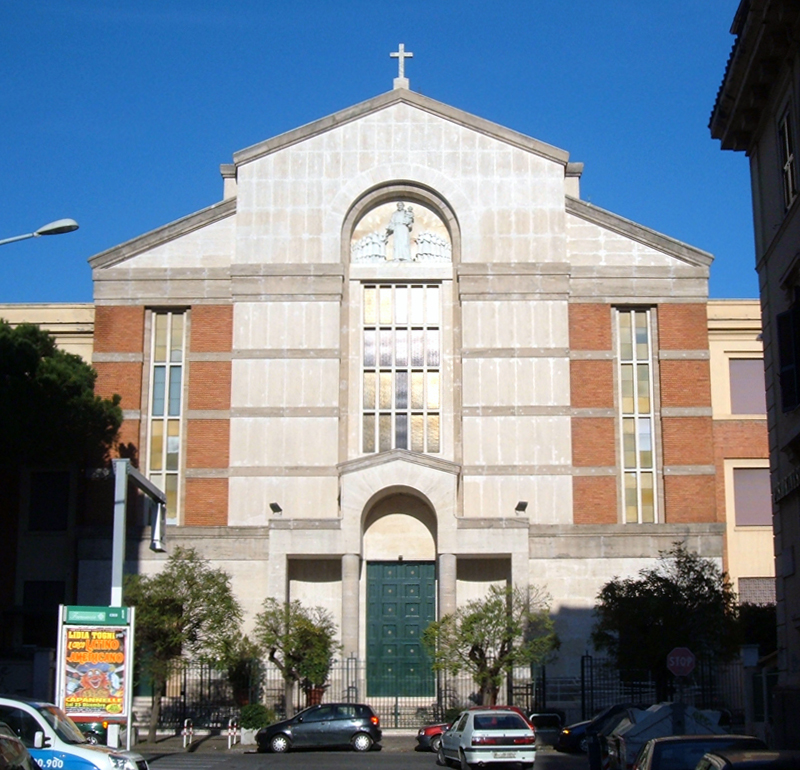
S. Antonio a Circonvallazione Appia

1. Pfarrei Sant’Antonio a Circonvallazione Appia
2. Pfarrei Santi Antonio e Annibale Maria
3. Pfarrei Santa Caterina da Siena[11]
4. Pfarrei Santissimo Corpo e Sangue di Cristo
5. Pfarrei Santi Fabiano e Venanzio
6. Pfarrei San Gaspare del Bufalo
7. Pfarrei San Giovanni Battista De Rossi
8. Pfarrei San Giuda Taddeo Apostolo
9. Pfarrei Santa Maria Ausiliatrice
10. Pfarrei San Martino I Papa – Bisher gibt es noch keine Pfarrkirche
11. Pfarrei Natività di Nostro Signore Gesù Cristo
12. Pfarrei Santissimo Nome di Maria
13. Pfarrei Ognissanti

#### Prefettura XX
1. Pfarrei Assunzione di Maria
2. Pfarrei San Gabriele dell’Addolorata
3. Pfarrei Santi Gioacchino ed Anna
4. Pfarrei San Giovanni Bosco
5. Pfarrei San Giuseppe Moscati
6. Pfarrei Santa Maria del Buon Consiglio
7. Pfarrei Santa Maria Domenica Mazzarello
8. Pfarrei San Policarpo
9. Pfarrei San Stanislao

#### Prefettura XXI
1. Pfarrei Sant’Andrea Corsini
2. Pfarrei Sant’Anna
3. Pfarrei Santa Barbara
4. Pfarrei San Ferdinando Re
5. Pfarrei San Girolamo Emiliani
6. Pfarrei Sant’Ignazio d’Antiochia

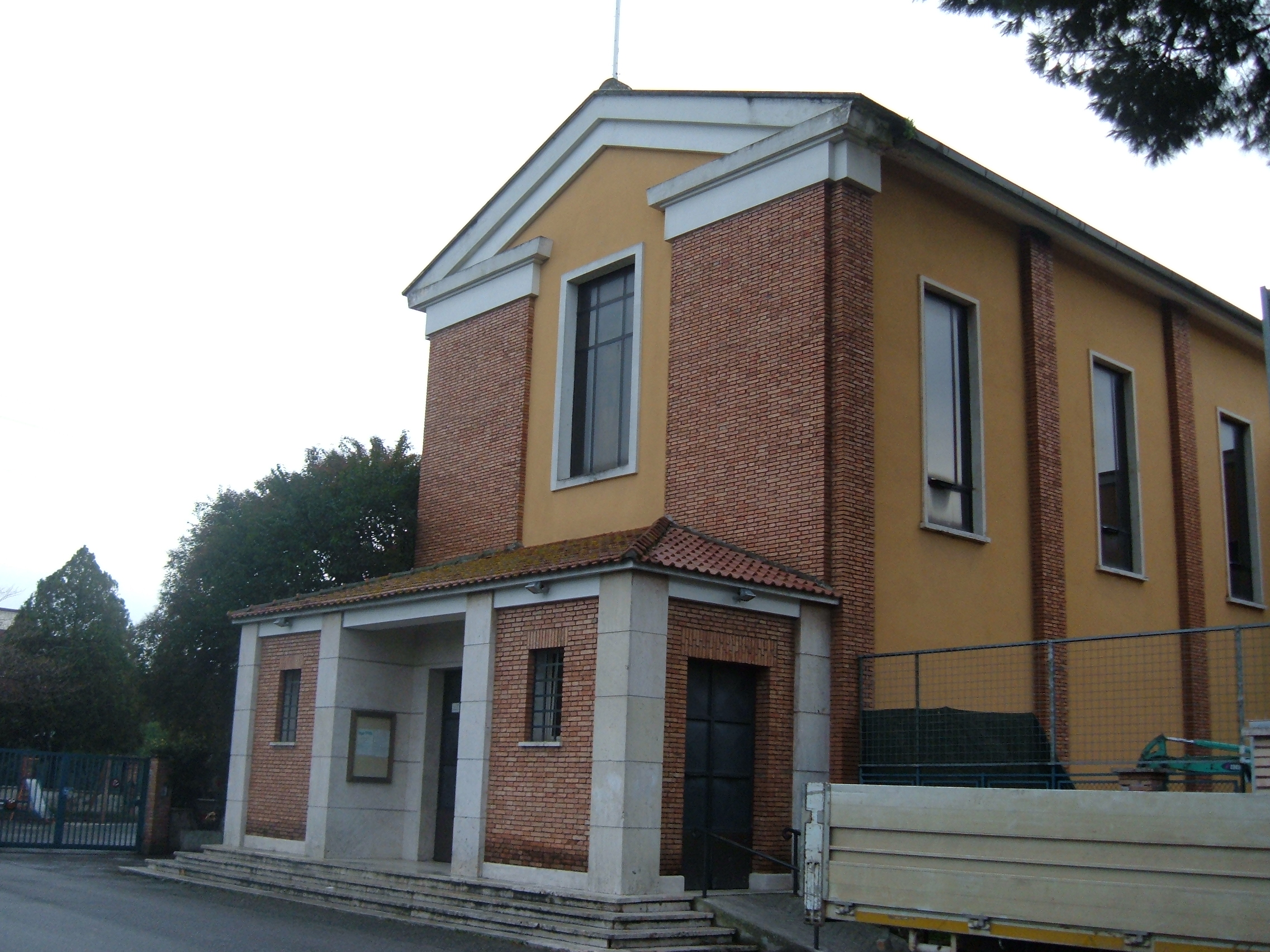
S. Ferdinando re

7. Pfarrei Santi Mario e Compagni Martiri
8. Pfarrei San Matteo
9. Pfarrei San Raimondo Nonnato
10. Pfarrei Santo Stefano Protomartire
11. Pfarrei San Tarcisio

### Settore Sud
Der Weihbischof des Südsektors und Generalvikar des Bistums Ostia war zuletzt bis Mai 2019 Augusto Paolo Lojudice. Es sind acht Sektorpräfekturen mit 68 Pfarreien.

#### Prefettura III

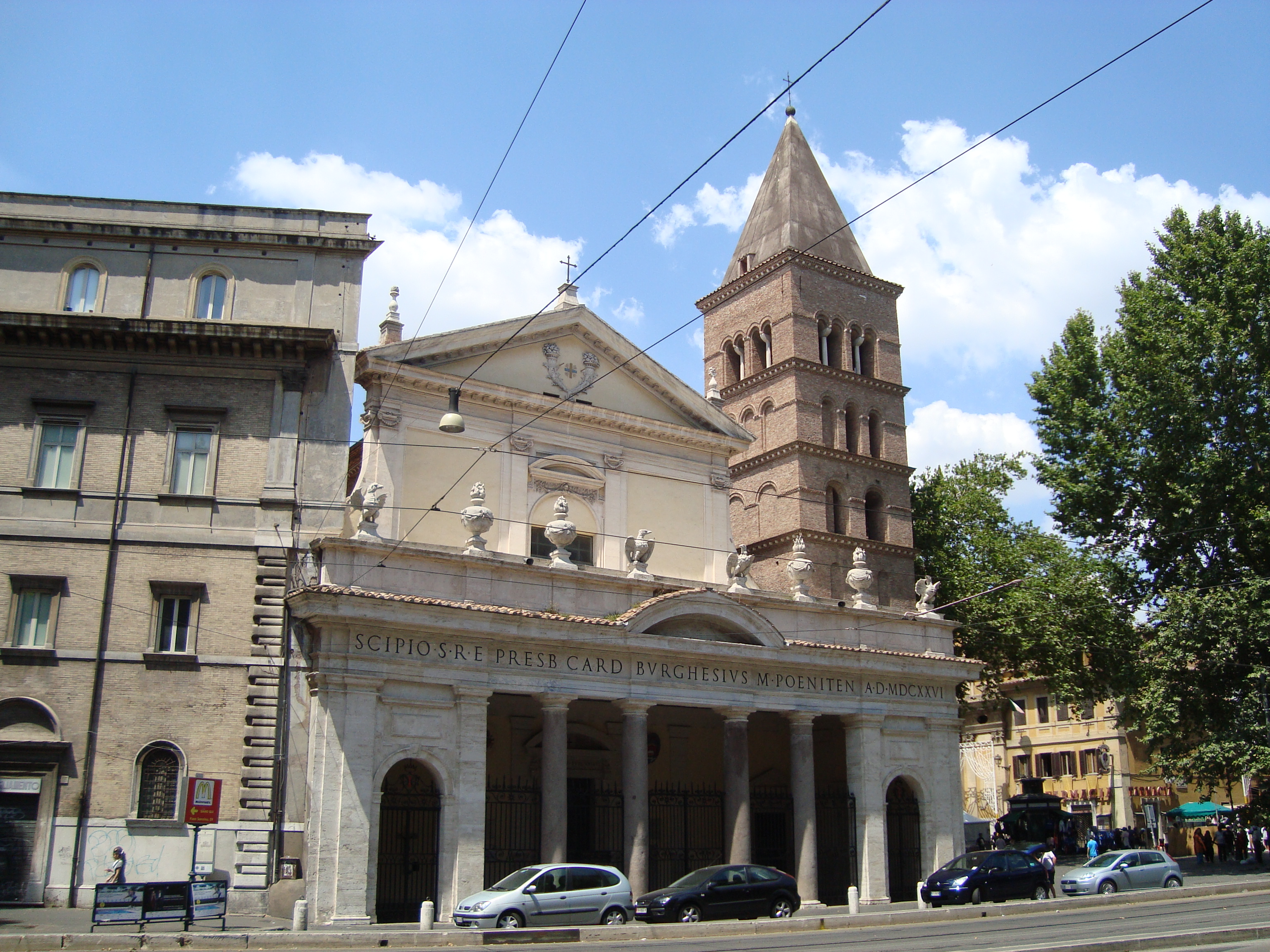
S. Crisogono

1. Pfarrei San Crisogono – ca. 5. Jahrhundert
2. Pfarrei Santa Dorotea – 1. November 1824
3. Pfarrei San Francesco d’Assisi a Ripa Grande – 6. Januar 1906
4. Pfarrei Santa Marcella – 13. Mai 1958
5. Pfarrei Santa Maria in Trastevere – 3. Jahrhundert
6. Pfarrei Santa Maria Liberatrice – 1887
7. Pfarrei Santa Prisca – 18. Januar 1934
8. Pfarrei San Saba – 5. Dezember 1931

#### Prefettura XXII

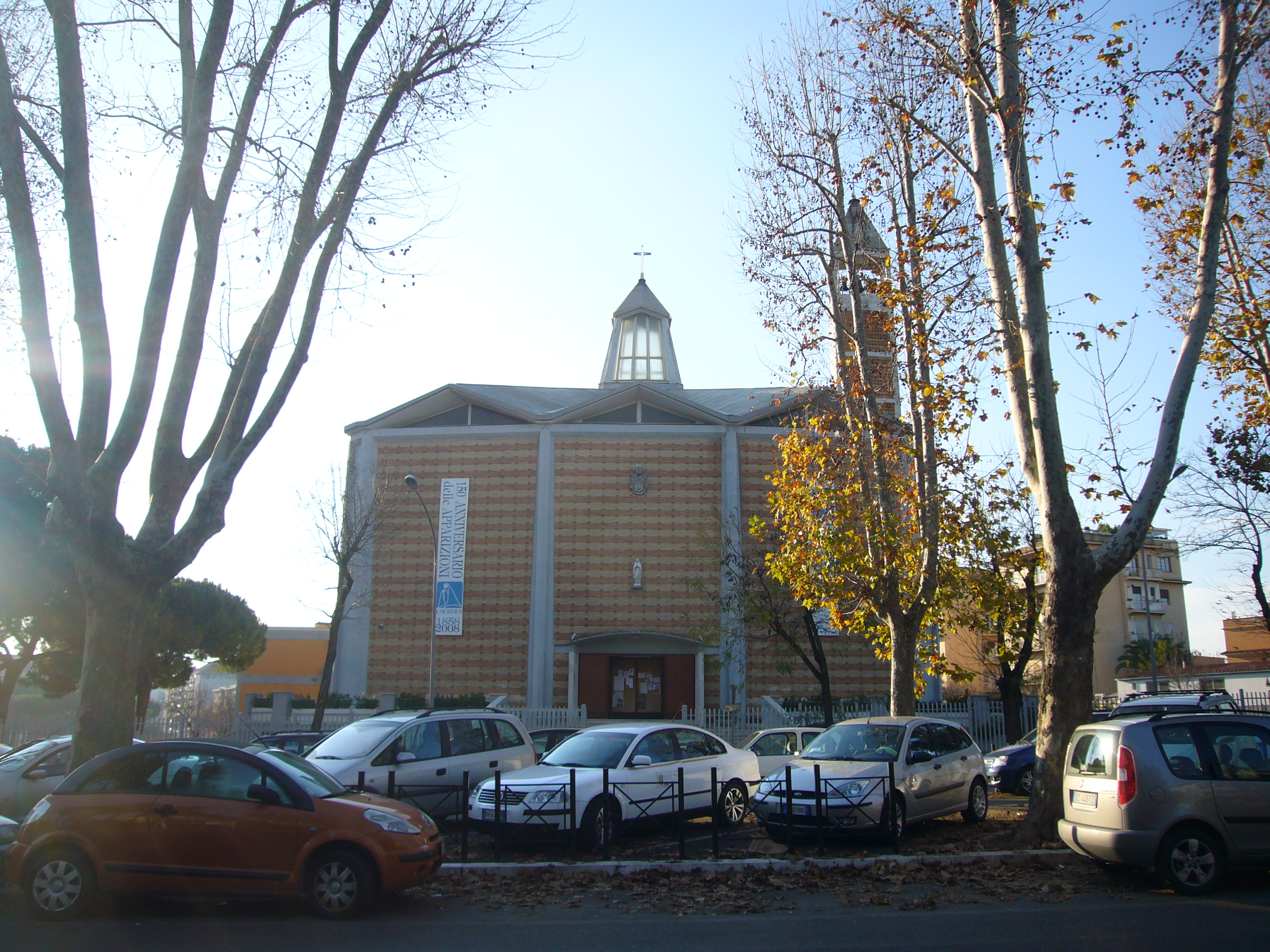
N. S. di Lourdes

1. Pfarrei Santissima Annunziata a Via Ardeatina
2. Pfarrei Santa Francesca Romana
3. Pfarrei Gesù Buon Pastore
4. Pfarrei San Josemaria Escrivà
5. Pfarrei Santi Martiri dell’Uganda
6. Pfarrei Nostra Signora di Lourdes a Tor Marancia
7. Pfarrei San Sebastiano fuori le Mura
8. Pfarrei San Vigilio

#### Prefettura XXIII
1. Pfarrei San Benedetto

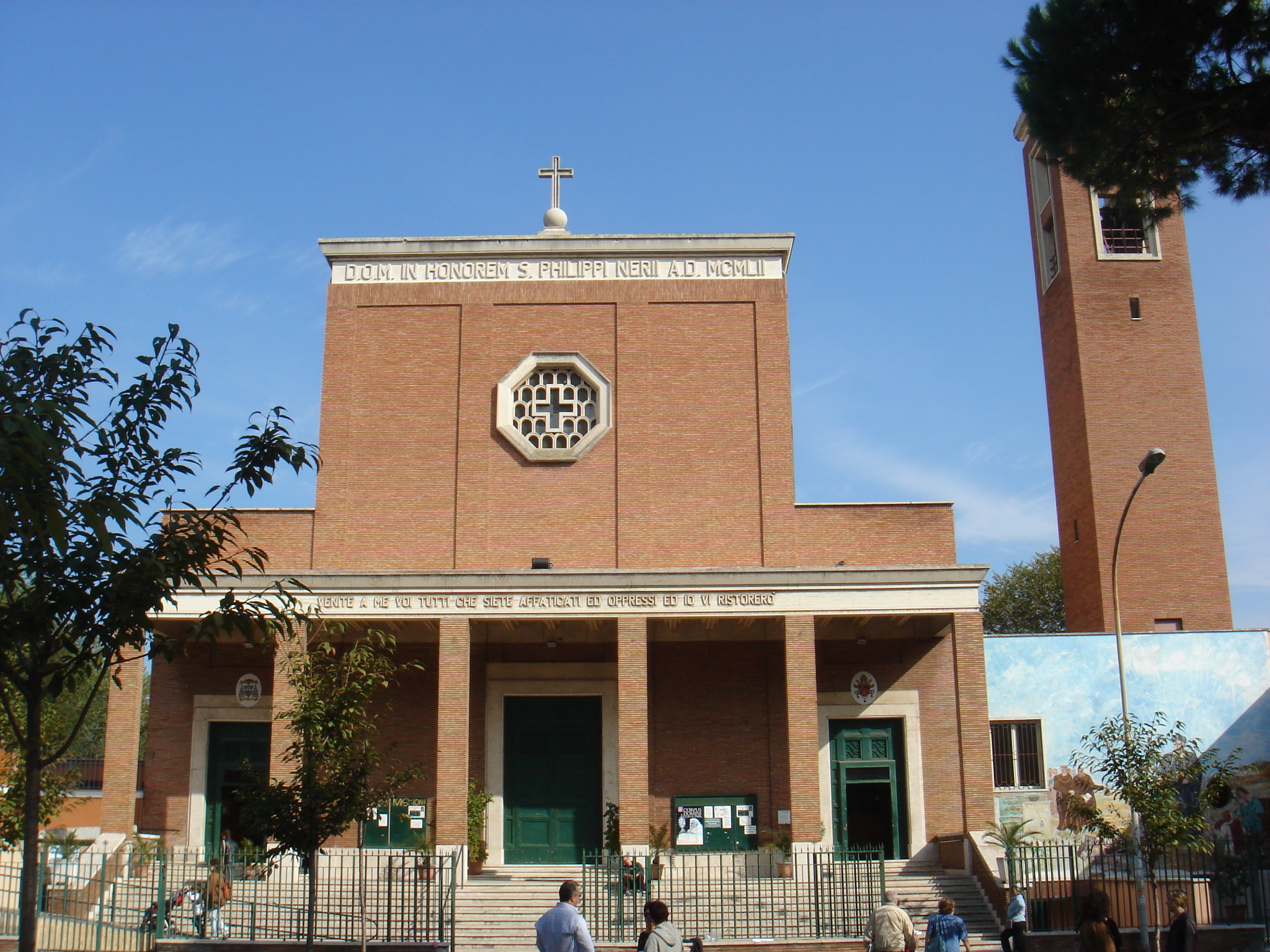
S. Filippo Neri

2. Pfarrei San Filippo Neri in Eurosia
3. Pfarrei San Francesco Saverio alla Garbatella
4. Pfarrei Santa Galla
5. Pfarrei San Leonardo Murialdo
6. Pfarrei Santa Maria Regina degli Apostoli alla Montagnola

#### Prefettura XXIV
1. Pfarrei Santa Giovanna Antida Thouret
2. Pfarrei San Giovanni Battista de La Salle al Torrino
3. Pfarrei San Giuseppe da Copertino
4. Pfarrei San Gregorio Barbarigo
5. Pfarrei San Marco Evangelista in Agro Laurentino
6. Pfarrei Santa Maria del Carmelo
7. Pfarrei Santa Maria Mater Ecclesiae
8. Pfarrei Santa Maria Stella dell’Evangelizzazione
9. Pfarrei San Mauro Abate
10. Pfarrei Sante Perpetua e Felicita
11. Pfarrei Santi Pietro e Paolo
12. Pfarrei Spirito Santo alla Ferratella

#### Prefettura XXV

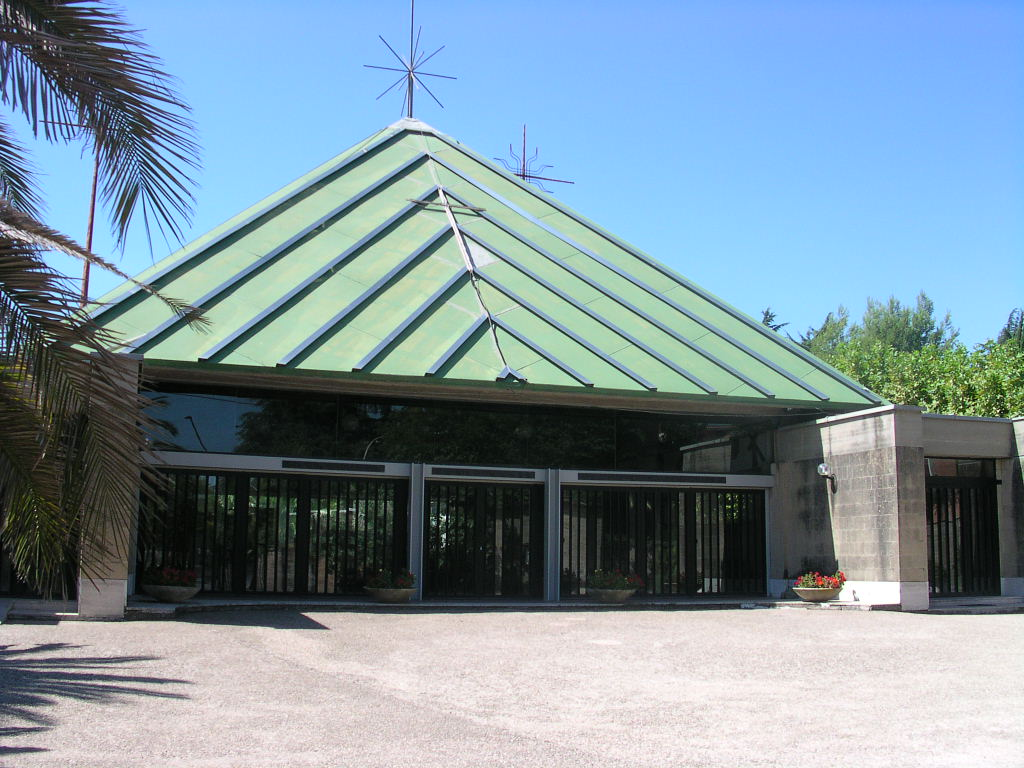
S. Maria della Consolazione

1. Pfarrei Sant’Anselmo alla Cecchignola – Bisher ohne Pfarrkirche
2. Pfarrei San Carlo Borromeo[12]
3. Pfarrei Gesù Divin Salvatore
4. Pfarrei San Giovanni Evangelista a Spinaceto
5. Pfarrei Santa Maria Assunta e San Michele a Castel Romano
6. Pfarrei Santa Maria del Divino Amore a Castel di Leva
7. Pfarrei Santa Maria della Consolazione
8. Pfarrei San Romualdo Abate a Monte Migliore
9. Pfarrei Sacra Famiglia del Divino Amore

#### Prefettura XXVI

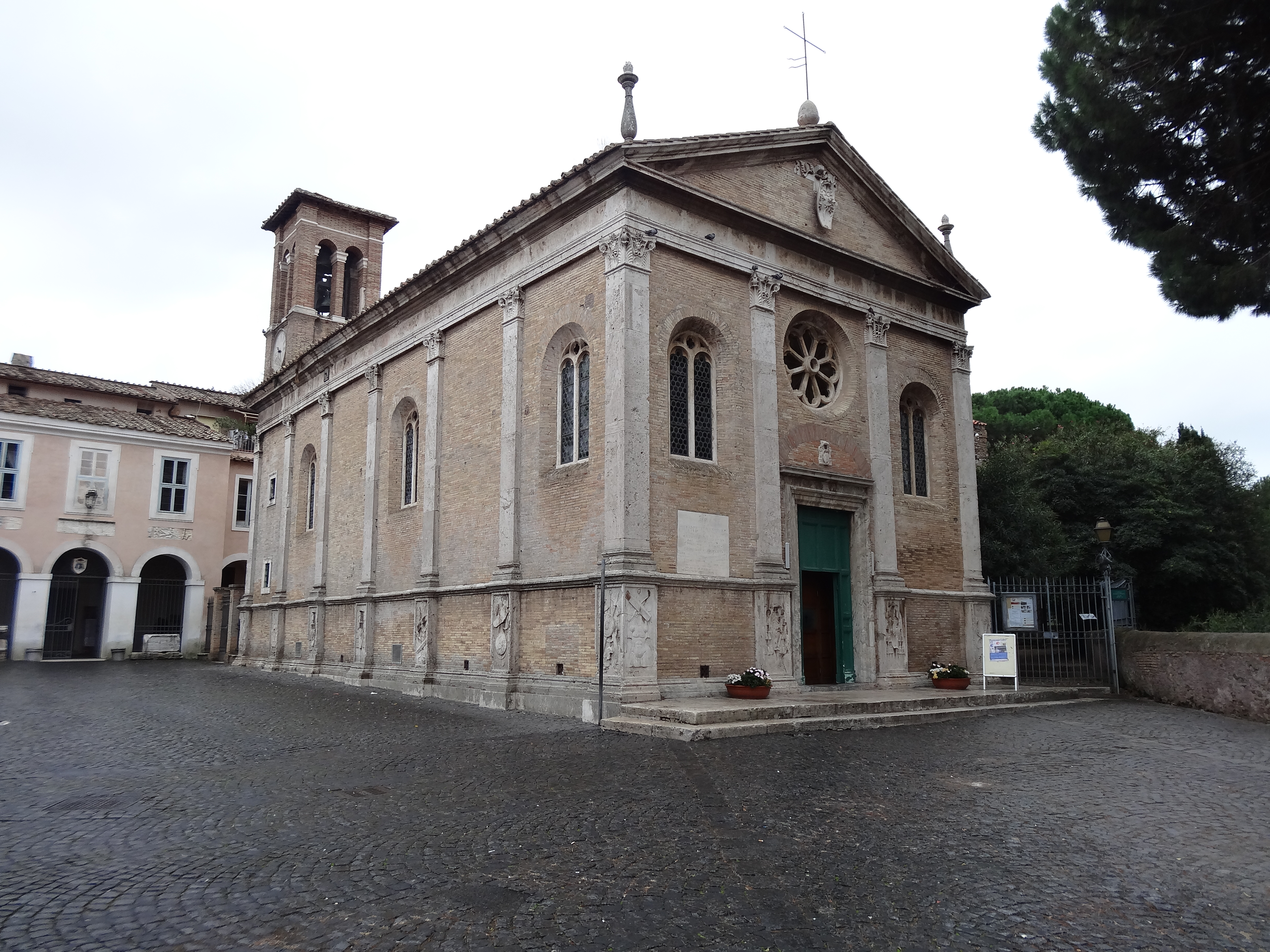
S. Aurea

1. Pfarrei Sant’Agostino Vescovo – gehört zum Bistum Ostia
2. Pfarrei Sant’Aurea a Ostia Antica – Kathedrale des Bistums Ostia
3. Pfarrei Santa Maria Regina Pacis a Ostia Lido
4. Pfarrei Santa Maria Stella Maris
5. Pfarrei Santa Monica
6. Pfarrei San Nicola di Bari
7. Pfarrei Nostra Signora di Bonaria
8. Pfarrei San Vincenzo de’ Paoli

#### Prefettura XXVII
1. Pfarrei San Carlo da Sezze
2. Pfarrei San Corbiniano[13]
3. Pfarrei San Giorgio

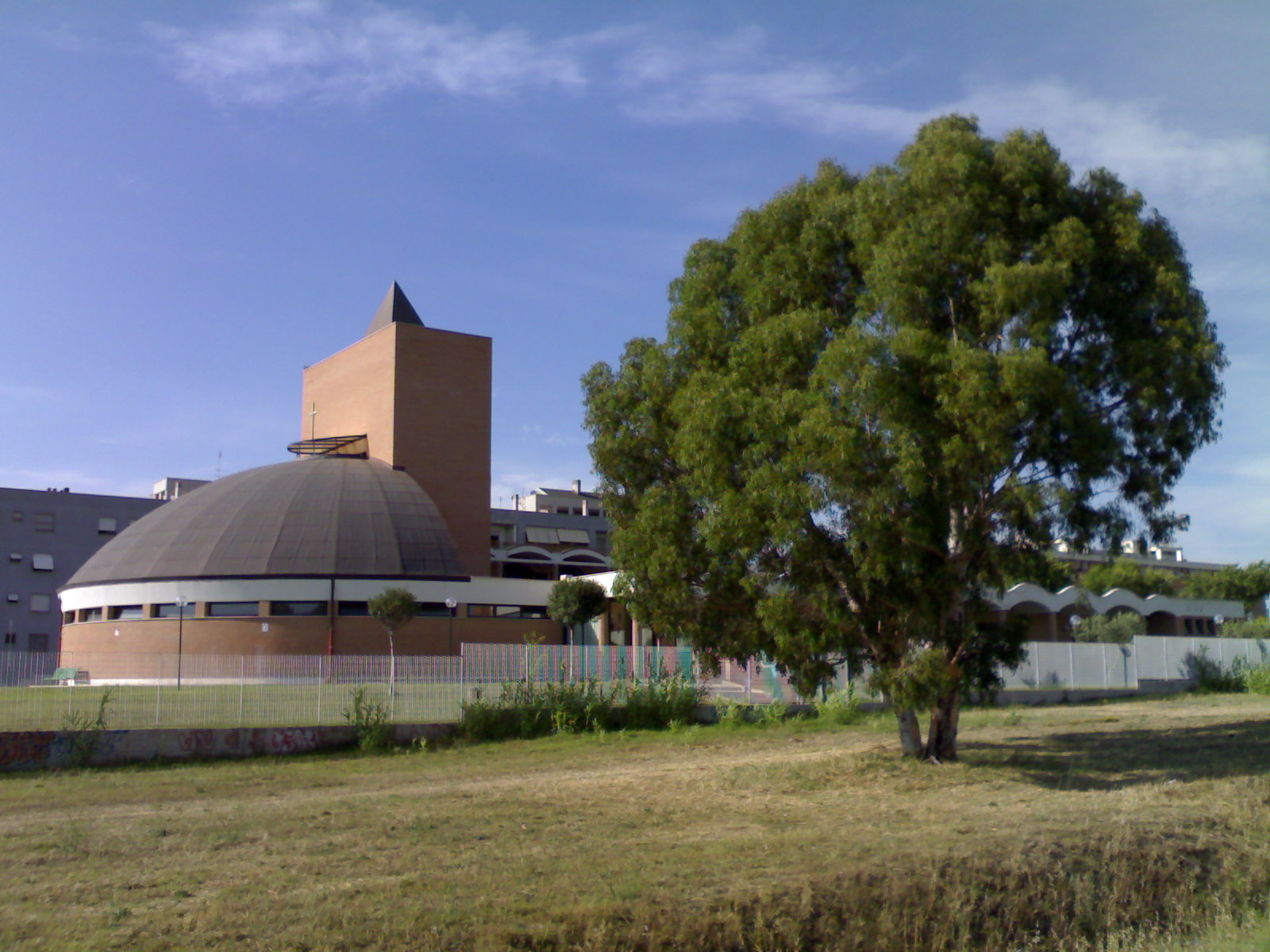
S. Giorgio

4. Pfarrei San Leonardo da Porto Maurizio
5. Pfarrei Santa Melania Juniore
6. Pfarrei San Timoteo
7. Pfarrei San Tommaso Apostolo[14]

#### Prefettura XXVIII
1. Pfarrei Santi Cirillo e Metodio
2. Pfarrei Sacro Cuore di Gesù Agonizzante
3. Pfarrei San Francesco d’Assisi ad Acilia
4. Pfarrei San Giovanni XXIII – Es gibt bisher kein Pfarrkirche
5. Pfarrei Santa Maria del Ponte e San Giuseppe
6. Pfarrei Santa Maria del Soccorso e San Filippo Neri a Castelporziano
7. Pfarrei Santa Maria Regina dei Martiri in Via Ostiense[15]
8. Pfarrei San Maurizio Martire
9. Pfarrei San Pier Damiani
10. Pfarrei San Pio da Pietrelcina

## Pfarreien des Vikariats der Vatikanstadt
1. Pfarrei Sant’Anna dei Palafrenieri
2. Pfarrei San Pietro in Vaticano (Petersdom)

## Quelle
- diocesidiroma.it